# 김옥균
김옥균(金玉均, 1851년 2월 23일~1894년 3월 28일)은 조선 말기의 정치가, 사상가, 급진개화파이다. 
명문 귀족 가문에서 태어난 그는 1872년 문과 장원급제 후 여러 요직을 두루 거쳤고, 충의계를 조직해 개화 사상 확산에 힘썼으며, 동남제도개척사 겸 관포경사에 임명돼 울릉도와 독도를 개척했다. 임오군란 후 일본식 급진 개혁을 주장했으나, 양무 운동식 점진적 개혁을 주장하는 외척 민씨 세력에 번번히 발목을 잡히다 못해 갑신정변을 일으켜 조선을 임시적으로 손아귀에 쥐었다. 얼마 안되는 병력 부족으로 청나라의 개입에 막혀 3일 만에 실패했으며 일본으로 망명했다. 청일 전쟁의 발발 직전에 중국 상하이로 건너갔다가 홍종우에게 암살됐다(김옥균 암살 사건). 조선으로 송환된 시신은 부관참시 후 8도에 효수됐다. 청일 전쟁 때까지 중일 두 강대국의 사이에서 강대국의 틈바구니에서 그의 존재는 늘 모호한 존재였으며 동양 3국 어디에도 그의 자리는 없었다. 후일 개화파가 집권한 뒤 복권됐고 일제 강점기 순종에 의해 충달공(忠達公)의 시호가 추서됐다.
본관은 장동(신 안동), 호는 고균(古筠), 별호는 고우(古愚), 망명 중에는 이와타 슈사쿠(岩田周作)란 가명을 썼는데 갑신정변 실패 직후 망명길에 치토세마루(千歲丸)호 선원 츠지 도쥬로(辻藤十郞)가 지어줬다 한다. 이와타 산와(岩田三和)란 가명도 사용했다. 박규수, 유대치, 오경석의 문인이기도 하다.

## 생애

### 생애 초기

#### 출생과 가계
1851년 2월 23일에 조선 충청도 공주군에서 인조 때 우의정을 지낸 문충공 김상용의 9대손 김병태와 부인 은진 송씨의 장남으로 태어났다. 그가 태어났을 때 살결이 '백옥같이 곱고 희다'고 하여 이름을 '옥균'이라 지었다고 한다.
6살 때 김옥균은 5촌 당숙이자 당대 정계 거물인 김병기의 양자가 됐다. 당시 유력 집안에 적자가 없는 경우 일가 친척 중 양자를 들여 정치적 지위와 제사를 잇게 하는 경우는 흔했어도 맏이를 양자로 보내지는 않는데, 그럼에도 그는 친아버지인 김병태의 결정으로 세도가 집안에 입양가게 됐다.

#### 수학과 개화 사상을 배운 청년기

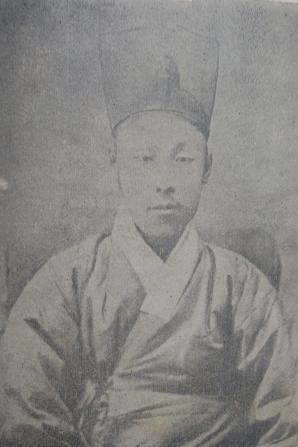
청년 시절의 김옥균

어려서부터 문장·시·글씨·그림·음악 등에 두루 다재다능했다. 입양 후엔 후계자 수업을 받아야 해 유명한 선생들을 찾아다니며 과거 준비만 전념했다. 11살 때 양부 김병기가 외직에 나갈 순번이 돼 강릉부사로 갔다. 옥균도 강원도 강릉으로 이주해 송담 서원에서 배웠다. 강릉은 서인의 원조 율곡 이이의 고향으로, 율곡의 사당을 모신 그곳에서 노론의 학통을 이었다. 5년 후인 16세 때 다시 중앙으로 전임하는 양아버지를 따라 상경했다.
1870년 당시 홍문관 제학으로 제너럴셔먼호 사건 등을 진압하고 흥선대원군의 총애를 받던 박규수의 문하가 됐다. 경복궁 동편 북촌 스승댁 사랑방에 드나들던 한의원이자 개화 사상가이며 뜻있는 젊은이들에게 백의정승(白衣政丞)이라고 불리는 유대치도 만나 배웠다. 스승 박규수의 집엔 신기한 물건과 사람이 많았다. 수도승으로 부산 왜인촌을 자주 드나들던 이동인도 만났고, 역관 수석으로 스승과 함께 청나라행 사신단에 있었던 오경석도 만났다. 일본에서 들여온 지구본, 만화경, 망원경 등의 신기한 물건도 있었고, 청나라에서 들여온 <<영환지략>>,<<해국도지>> 등 서구 지리와 정세, 문물을 소개한 서적들도 탐독했다.
그는 철종의 부마로 고종의 매제였던 박영효, 여흥 민씨의 총아 민영익, 유길준, 박정양, 서재필 등 동문수학하던 영재들과 함께 동대문 밖 봉은사에 자주 몰려나가 이동인이 계속 사나르던 최신 일본 서적들을 읽으며 서로의 생각을 토론했다. 그러던 중 1872년(고종 10년) 문과 알성시(謁聖試)에 장원급제했다. 1등이기도 했지만 집안이 받쳐주지 않으면 문과에 급제해도 바로 임관되기 쉽지 않은데, 양아버지의 배경과 우의정에 오른 스승 박규수의 인도로 바로 권지에서 성균관 전적(典籍)에 보임됐다.

#### 관료생활 초반

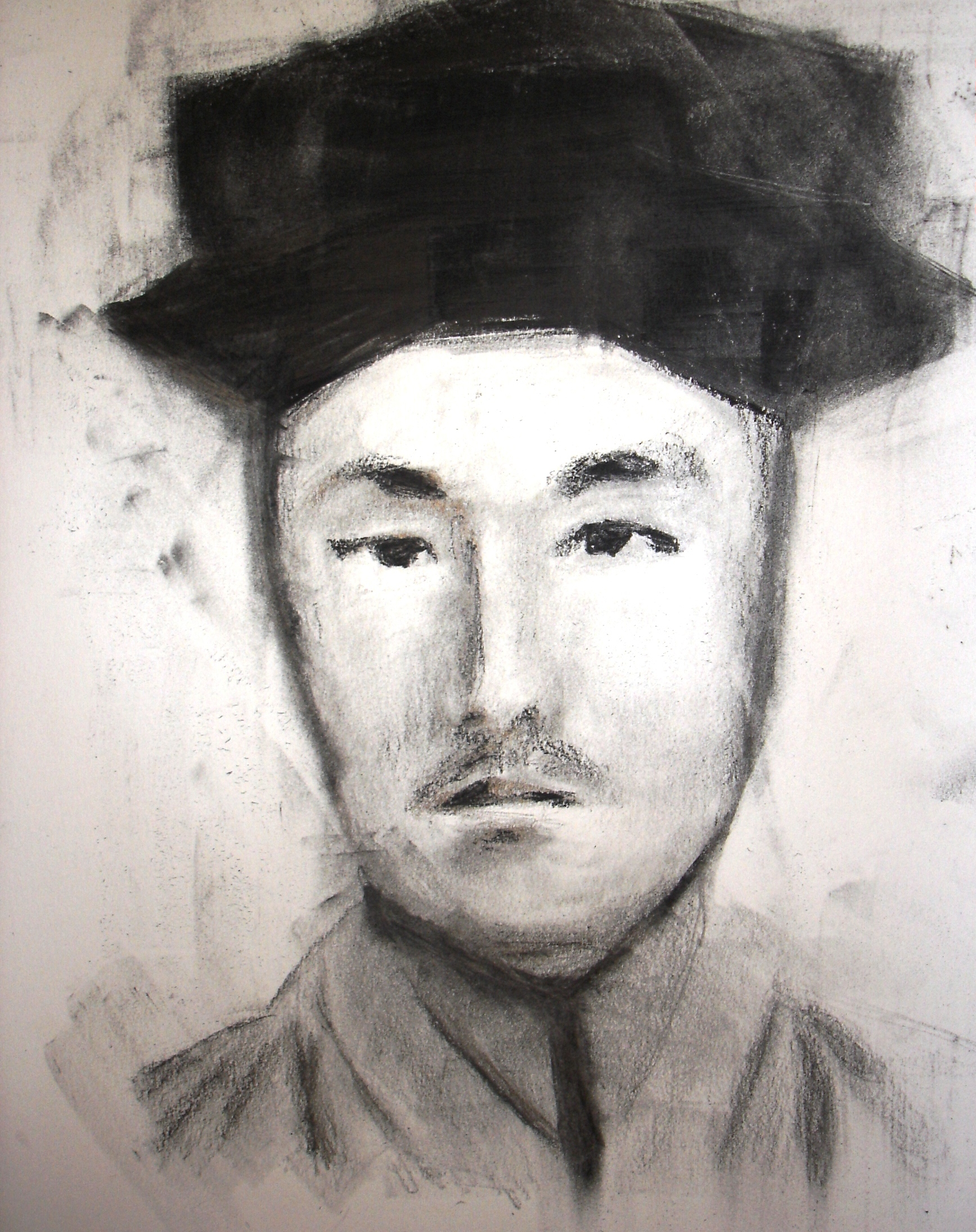
김옥균 초상화

1876년 2월 불평등조약인 강화도 조약 체결 후, 김옥균 등 개화파(開化派) 청년들은 나라의 자주 독립과 실력 양성, 개혁을 추진할 정치 단체의 필요성을 절감하고, 신분을 초월한 비밀결사를 결의했다. 신분 문제 때문에 처음엔 갈등이 있었다고 한다. 그러나 그는 자주독립과 근대 개혁을 위해서는 이를 초월해야 한다고 설득해 뜻을 모았다.
그들은 조선 말기 미몽에 빠져 허우적대는 조국을 수렁에서 건지려면 새 사상에 의한 일대 혁신이 필요하다고 느꼈다. 그래서 근대화된 조국에의 신념을 모토로 개화에 뜻을 같이하는 동지들을 규합해 충의계를 조직했다.
단체 정강을 만들고 사회 각 계층의 동지들을 모아 조직하되, 옛 칠서의 변, 홍길동 사건 들처럼 신분질서 문란죄로 찍혀 탄압됐던 단체들과 같은 전철을 밟지 않기 위해 비밀 계의 형태로 조직을 짰다. 김옥균, 홍영식, 민영익, 서광범, 박영효, 서재필 등이 주축이 돼 유대치, 오경석, 이동인, 윤웅렬 등이 자문하는 식이었다.

### 신문물 수용과 일본 왕래

#### 신문물 견학 건의

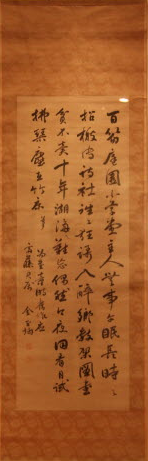
작품 숙석읍산중

일본 체류중인 개화파 청년들
(좌측부터 시계 방향으로 박영효, 서광범, 서재필, 윤치호)

1876년(고종 16년) 조선 조정에 강력히 건의해, 일어에 능했지만 일개 승려에 지나지 않던 이동인을 정식 사신 자격으로 일본에 보내 신문물을 견학하게 했다. 이동인은 바로 귀국하지 않고 몇 년간 일본에 머무르며 1880년 6월 수신사를 이끌고 방일한 김홍집과 만나는 등 조정 내부에 개화란 유두를 던졌다. 김옥균 자신도 일본에 가고자 80년 말 이동인의 귀국 후 고종을 여러 번 설득한다. 결국 신사유람단을 꾸려 일본에 가게 됐는데 동행하려던 이동인이 출발 직전 왕궁에 들렀다 행방불명된다. 척화파들에 의해 암살됐다는 소문이 곧 퍼졌다.

#### 일본 방문과 신문물 시찰

##### 신사유람단 견학

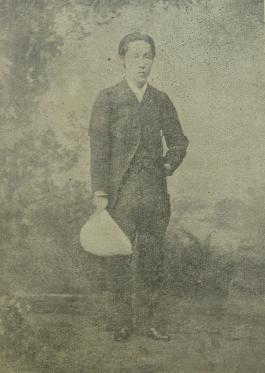
일본 체류 중 처음 양복을 입고 찍은 사진

1881년 12월 신사유람단을 조직한 김옥균은 생가와 양가 재산 및 주변의 후원금 등을 모두 환전, 총 2만 엔의 거금을 마련해 방일했다. 일행은 나가사키를 거쳐 각자 흩어졌다. 김옥균은 나가사키현 조선소, 제련소, 탄광, 금광 등을 시찰하고 채굴기계의 존재와 금속 가공원리를 어깨너머로 파악하려 애썼다. 이어 고베, 오사카로 건너가 군수기지 공장과 조폐국을 둘러보고 물자 운송용 차량과 지폐 주조 기술을 관람했다. 그 후 교토를 거쳐 1882년 3월 도쿄에 도착했다. 그는 게이오 대학교를 설립한 개화 사상가 후쿠자와 유키치의 집에 4개월 정도 머물며 일본의 발전상에 대해 담론을 나누는 한편, 그를 연줄로 일본 정재계 인사들을 만나 그들의 조선에 대한 시각과 일본의 진의를 파악하려 했다. 후쿠자와는 이들의 귀국 후로도 서신을 몇 차례 주고받았다.

##### 임오군란 직후
1882년(고종 20년) 6월까지 곳곳에서 일본의 개화상을 관람하던 그들은 본국에서 임오군란이 일어났다는 급보를 받고 황급히 귀국했다. 흥선대원군의 척화파가 쿠데타에 성공하면 개혁은 끝이었다. 상경했을 때는 명성황후는 간신히 충주로 이미 피신한 상태였다. 이윽고 청나라가 개입해 흥선대원군을 톈진으로 끌고간 후 명성황후가 환궁했다. 난이 수습되고 고종 부부가 실권을 잡아 척화파가 축출되자 개화파 청년들의 발언권도 덩달아 높아졌다. 그는 승정원 우부승지, 참의교섭통상사무(參議交涉通商事務)를 거쳐 이조참의, 호조참판, 외아문협판(外衙門協辦) 등 각종 화요직(華要職)에 임명됐으며 개화당 동문들을 조정에 심기 위해 노력했다. 동문 막내 서재필이 문과 증광시에 최연소 합격하는 경사도 있었다. 아울러 제1차 일본 방문을 중도에 그치고 귀국해야 했던 그는 틈틈이 《기화근사 箕和近事》를 저술해 왕에게 바쳤다. 그는 저서에서 일본이 동양의 영국이 되려하므로 조선은 동양의 프랑스처럼 근대문화국가를 만들어 완전 독립을 성취해야 하며, 이를 위해서는 정치 전반에 대경장개혁(大更張改革)이 단행돼야 한다고 주장했다.

##### 제3차 수신사 파견에 참여

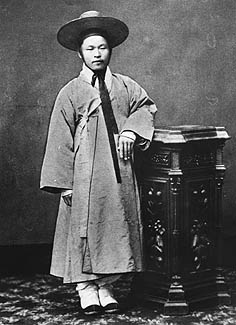
홍영식

1882년 7월 임오군란이 청나라의 개입으로 수습이 됐음에도 일본이 배상을 요구해왔다. 또다시 제물포 조약이란 불평등 조약을 강요당한 조선 조정 여론이 급속히 반일로 돌아섰다. 당황한 개화파들은 일본의 진의를 파악하고 조약을 재협상해 배상금을 줄이려는 목적으로 금릉위 박영효 일행이 수신사로 가기로 했다. 귀국 직후였던 김옥균 역시 고종에게 다시 방일하게 해달라 건의해 윤허를 얻었다. 수신사는 박영효를 대표로 김만식(金晩植), 홍영식, 서광범 등으로 허가가 났으며 김옥균은 동문 민영익과 함께 고문 자격으로 참여했다. 일본 각계 인사와 인맥을 넓혀 놨던 그였지만 예상보다 훨씬 더 재협상에 어려움을 겪었다. 다만 일본의 서구식 정부 조직과 삼권 분립에 깊은 감명을 받고 조선 개혁의 필요를 다시금 절감했다.
일본은 수신사 일행을 국빈 대접하는 등 극진하게 대해 젊은 사신들을 친일 혹은 지일파로 만들기 위해 많은 노력을 경주했다. 당시 외무대신 이노우에 가오루는 개화파 관료들에게 차관 17만 엔을 제시하며 고종의 신임장만 가져온다면 더 많은 차관을 무상으로 제공하겠다 약속했다. 당시 수신사 일행은 빌린 17만엔의 차관 중 제물포 조약에 따라 배상금 1회분 5만엔을 변제하고 나머지는 수신사 체류 경비 등으로 모두 일본에서 썼다. 귀국 후 수중에 남은 돈은 없었다.

##### 일본 체류
1882년(고종 19년) 11월 수신사 일행은 새로 부임하는 일본 공사 다케조에 신이치로와 함께 귀국하고, 김옥균과 서광범 등만 일본에 남아 정세를 더 살피고 조약 재개정에 대한 일본 정부의 협조와 차관 도입에 대한 돌파구를 찾기로 했다. 그는 국빈 자격이었지만 여관에 투숙하고 막일을 하며 생활비와 활동 자금을 스스로 모았다. 그가 6개월 일본 체류 중 반드시 우선 도입해야겠다고 생각한 것 중 하나는 바로 전매 제도였다. 일본은 서구를 본따 소금 및 주류와 담배를 국가에서 전매하고 주요 해산물과 교통 시설 등에 세금을 부과해 늘어난 국가 재정을 바탕으로 근대화 및 군사력 증강에 심혈을 기울였다. 귀국 후 김옥균은 일본처럼 술과 담배, 소금, 인삼 등의 특산품을 전매해 정부의 재정을 늘릴 것을 건의했으나 이는 제안 전매 품목을 독점하던 왕실 종친들, 일부 특수 혜택 계층의 반발을 부를 것이 명약관화했으므로 묵살됐다. 이 기간 중 저서 《치도약론》을 보면 도로 정비를 위한 치도국(治道局) 설치, 기술자 양성, 기계 구비, 오물 처리법 등의 개혁안과 재원 마련을 위한 17개 세목(稅目)들이 열거돼 있으며 같은 내용을 한성순보에도 게재해 공감을 얻기 위해 애썼다.
그의 일본 체류중 일본 정부측은 자국 군비 증강이 조선의 독립을 돕고 아시아의 평화를 도모하기 위함이라 감언을 흘리고는 차관을 주선하겠다 다시금 강조하며 그를 설득했다. 그는 그들의 진의가 무엇인지 반신반의하면서도 그들의 대의명분을 받아들였다. 김옥균은 병자호란 이후 조선의 종주국이 된 청나라의 내정간섭에 매우 비판적이었으며 조선의 자주 국방력을 키워야 한다고 믿었다. 고종도 이에 공감해 서재필과 그의 동생 서재창 및 개화파에 입당한 부하들인 17명의 청년들을 일본으로 보내 근대식 군사기술을 배워오게 했다. 그는 조선에 서구식 군사학교를 짓기 위한 청사진을 만들었다. 그는 조선 조정에 유학생을 더 선발해 보내자고 상소하는 한편 동문수학한 동생들과 부하들이 일본에 도착하자 이들의 신원을 보증해 일본 내 여러 학교에 입학시키고는 1883년(고종 20년) 3월 나가사키에서 배편으로 귀국했다.

#### 신분제 폐지와 사회개혁론
그는 우선 신분제도, 문벌의 철폐, 인재의 공평한 등용, 공개 채용 시험 도입을 건의했다. 이어 왕실재정과 국가재정의 분리, 무상 토지 분배로 실질 세수 확보를 주장했다. 산업 장려책으로 근대 공업의 건설, 광업의 개발, 선진 과학기술의 도입을 주장하고, 상업진흥책으로 회사제도 입법, 화폐개혁, 관세 자주권 확보와 세금 영수증 제도의 도입을 건의했다. 그밖에도 철도 부설과 기선 해운의 도입, 전신회사 설립, 인구 조사, 농업과 양잠, 목축 등 상업적 농업 진흥, 임업 개발, 어업 개발과 포경업 도입 등 상공업 전반에 걸친 대개혁을 부르짖었다. 또한 서양식 학제를 도입해 신식 학교를 전국적으로 설립하자고 주장했다. 자주 국방력 양성과 지방관의 경찰권, 법관권한을 분리하며 아울러 경찰제도, 형사행정과 사법권 개혁을 촉구하고, 도로 개선과 정비, 위생의 개혁, 종교와 신앙의 자유 허용, 조선의 영세 중립화까지 주장했다.

#### 개화파 활동

##### 울릉도 독도 개척

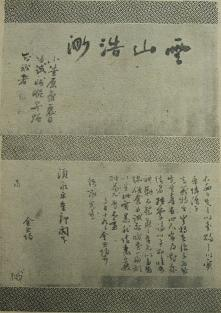
김옥균의 친필 서신

일본의 군비 확장과 정한론에 대해 알게되자 일본이 미구에 침략할 가능성이 있음을 박영효, 서광범, 서재필, 윤치호 등 개화당 동지들에게 넌지시 비치기도 했다. 아울러 울릉도와 독도 해역에서 포경 사업으로 떼돈을 벌어가던 일본을 경계했다.
1883년(고종 20) 3월 귀국과 동시에 동남제도개척사 겸 관포경사(東南諸島開拓使 兼 管捕鯨使)로 임명됐다. 이는 김옥균이 원하는 것이기도 했으나 사실 좌천이었다. 임오군란을 수습한 후 고종의 어심은 동도서기로 기울어 있는데다가 명성황후와 외척들이 정치 전면에 등장하면서 밀려난 결과였다. 그러나 외직에 나가서도 그는 맡은 바 임무를 다했다. 우선 울릉도에 남해안과 호남 출신 어부들을 정착시켜 무인도화를 막았다. 울릉도에 주민을 정착시키는 일은 가뜩이나 어려운 정부 재정을 기울여야 하는 일이었으나 고종도 결단했다. 어쨌든 정착민들이 고기잡이를 나가면서 조선 때 지리 명칭인 우산도를 '돌섬'이라는 뜻의 호남 방언 '독섬'으로 불렀다. 이게 독도의 어원이 된다.

##### 민씨 척신, 척사파 세력과의 갈등

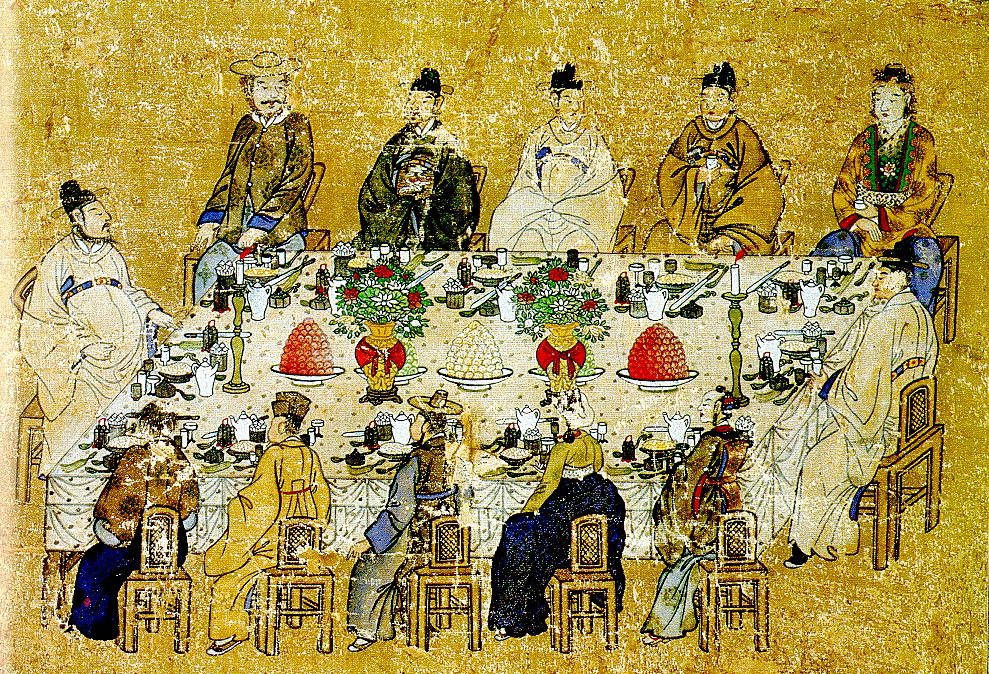
조일수호조약 연회기념도, 건너편 가운데가 김옥균, 앞줄 맨 좌측 무관복을 입은 이는 홍영식, 맞은 편 서양인은 묄렌도르프이다. 식탁에는 스테이크와 나이프가 보인다.
(안중식 작, 1883년)

1883년 음력 2월 내부 모순과 거듭된 배상 조약등으로 거덜난 조선의 재정 문제 때문에 묄렌도르프가 청나라에서 고문 자격으로 파견됐다. 그는 민씨 외척들을 주축으로 한 수구파들에게 당오전 주조를 주장했다. 이를 알게 된 김옥균은 펄쩍 뛰었다. 이미 흥선대원군이 경복궁 중건 때 발행한 당백전의 잘못을 또 하겠느냐며 급히 상소를 올렸다. 그는 당오전이 재정 확보는커녕 물가 폭등으로 민심만 이반될 거라며 반대했다.
이 문제를 놓고 아직은 개화당 동문이던 민영익의 집에 묄렌도르프를 비롯한 온건파(수구당) 중진들과 급진개화파들이 모였다. 스테이크와 포크 나이프를 앞에 둔 채로 김옥균은 묄렌도르프를 논리적으로 몰아붙여 입도 못떼게 했다. 이는 두 파의 반목이 표면에 드러나는 계기가 됐다.
그러나 삼정이 문란한 조선의 현실에서 기득권을 그대로 두고 근대화를 위한 돈을 마련할 방법은 밖에서 꿔오든가 아니면 찍어내는 수밖에 없었다. 결국 수구파의 뜻대로 당오전은 발행됐고 물가는 폭등했다. 당오전은 당시까지 통용되던 상평통보의 5배에 달하는 액면가로 상평통보 5전과 동일한 액면가로 가치가 정해졌지만 시중에서는 상평통보와 동일한 액면가로 통용되고 있었다. 지방관들은 상평통보와 당오전의 단위가 냥으로 같은 점을 악용해, 조세를 당오전 액면가의 5배로 유통되던 상평통보로 걷어놓고 나라에는 당오전의 액면가대로 대납하는 과정에서 차액을 착복한 후 중앙고관대작들에게 상납했다.
김옥균은 잘못된 통화 정책으로 엔화 환율이 1 대 2.5 정도에서 1대 8로 급락하며 더욱 악화된 대일(對日) 무역 역조 및 정부 재정 적자에 대해 상소를 멈추지 않았지만, 오히려 민씨 일파를 비롯한 수구파, 묄렌도르프들은 '김옥균과 개화파가 발목을 잡기 때문에 정책 효과가 더디 나타나는 거'라고 오리발을 내밀었다.
묄렌도르프 등 조선에 청나라 입김이 강해져 영향력을 잃을까 우려한 일본은 조선에 차관이란 카드를 내민다. 1883년 김옥균을 통해 일본은 고종이 위임장만 주면 차관을 추가 제공하겠다고 조선 조정에 알려왔다. 고종 역시 마다할 이유가 없었다. 고종은 바로 김옥균에게 위임장을 들려보냈다.

##### 일본의 입장 변경과 차관도입 실패

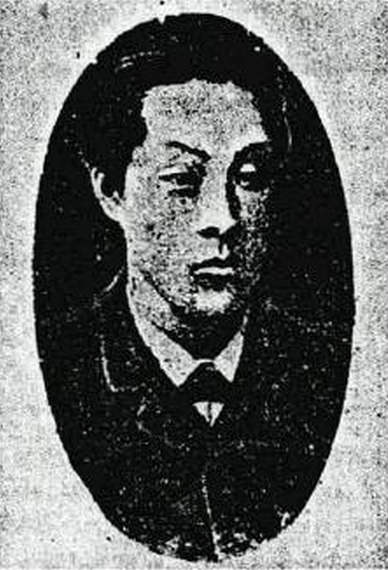
김옥균, 1884년경

1883년 6월 고종의 위임장을 받아든 김옥균은 다시 일본으로 건너갔다. 이를 알게 된 묄렌도르프와 수구파들은 고종에게 달려가 당장 취소하라고 압박하는 한편, 개화파가 비자금을 만들려한다고 루머를 퍼뜨렸다. 묄렌도르프는 다케조에 신이치로 일본 공사에게 김옥균의 위임장이 위조된 거라 흘렸다. 다케조에 공사는 바로 이를 본국에 타전했다. 수구파의 방해 공작은 전방위적이었다.
이를 까맣게 몰랐던 김옥균은 차관 교섭 테이블에 앉았으나 일본 정부는 그를 불러놓고는 차관을 일방적으로 취소했다. 김옥균은 정부 차관에 실패하자 일본에 주재하고 있는 외국계 상사와 민간 은행을 통한 국채 발행을 시도했다. 조선 정부는 국제 신용이 없었기 때문에 가는 곳마다 일본 정부의 보증을 요구했고 이는 불가능한 일이었다. 결국 김옥균의 일본행은 완전히 실패로 끝나고 말았다.

##### 미국행 고려와 단념
김옥균은 차선책이었던 국채 발행마저 여의치 않자 서광범과 함께 미국에 가려했다. 그러나 결국 그는 미국행만은 단념했다.

#### 갑신정변 전후

##### 조련국 설치 시도와 실패
김옥균은 1883년 3월 서재필, 서재창, 이규완, 신응희, 정행징(鄭行徵), 임은명(林殷明), 유혁로, 신중모, 윤영관, 하응선, 정난교 등을 일본으로 유학보낸 바 있다. 이 중 서재창, 이규완, 유혁로 등은 도야마 하사관학교에 입학한다. 그리고 나머지는 각자 전공 학교에서 정치, 경찰, 우편, 관세, 재정 제도를 배웠다. 이들은 정부 지원이 끊어지자 1년 후 귀국해야 했다. 이 무렵 경기도 광주 유수로 좌천돼있던 박영효가 하사관 학교 재학생 신복모, 이규완, 유혁로, 정난교 등을 주축으로 신식 군대 창설에 착수했다. 총원 600명 정도로 병조 산하의 조련국이란 서구식 군사학교 형식으로 허가됐다. 박영효는 자기 집까지 일본 공사관에 판 대금 5000원으로 군자금까지 마련했다.
그러나 개화파들의 성장을 경계한 민씨 외척들은 고종을 압박해 조련국 설치를 취소시키고 이듬해 해방영(海防營)을 설치해 민씨 척족과 이완용 등 문벌의 자제들을 중심에 앉혔다. 민영환이 주장해 강화도 등 주요 방어지점에 설치된 해방영은 경기, 충청, 황해도 3개도에 설치됐다가 갑신정변 후 통위영으로 개칭된다.

##### 일본 차관도입 실패
1884년 2월까지 차관 및 국채 조달에 매달린 그는 빈손으로 귀국했다. 그는 상경길에 일본 영사관에 갔다가 협상이 왜 실패했는지 뒷사정을 알게 됐다. 분노와 좌절에 빠진 그는 일본영사관을 나와 고종에게 귀국인사만 하고 조용히 돌아갔다. 이미 개화파의 모든 사업은 중단된 상태였다. 박영효가 추진하던 병력 양성 사업과 신식 무기 구입 역시 자금 부족으로 중단되고 600여 병력은 한규직, 윤태준의 해방영 밑으로 편입돼 결국 민씨 정권만 좋은 일이 됐다. 박영효는 광주 유수 자리마저 해임됐다.

##### 수구파 타도 계획

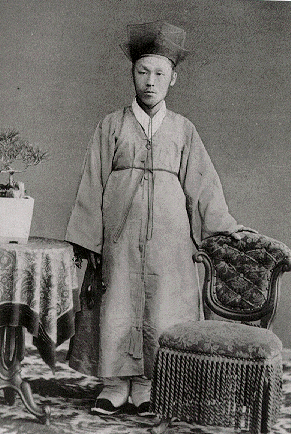
김옥균

개화파들이 주장해 설립된 조선 최초의 관립 언론 출판사 박문국 발행의 한성순보도 폐간 위기였다. 청나라 군사들의 행패를 보도했다가 외교문제로 비화돼 일본인 직원들이 쫓겨나고 정부 지원이 끊겨 경영난에 빠졌다. 개화파들의 언로가 막힌데다가 김옥균은 외적으로는 외자 도입 실패를 계속 추궁당했고 내적으로는 자객에게 목숨까지 노려졌다. 그는 곧 모든 관직을 사퇴하고 현재 정독도서관 자리인 북촌 집에 칩거했다.
그의 잠재적 은퇴 후에도 민씨 척족 및 수구파들은 김옥균을 죽이라 상소를 올리는 한편 호시탐탐 자객을 보내 위협했다. 대원군의 척사파는 더더욱 김옥균 등에게 이를 갈았다. 그런데 개화파 동지 민영익조차 점차 원래 출신인 민씨 외척 세력으로 기울었다. 민영익이 1883년의 유럽 시찰 등 서구 문명 자체를 직접 본 터였음에도 오락가락하자, 더욱 절망에 빠진 김옥균 등은 혁명을 계획한다.

##### 갑신정변 전야
수구파(온건개화파)와 척사파 양측의 공격 및 청나라의 압력, 묄렌도르프 등의 방해 공작 등으로 궁지에 몰리자 김옥균은 순리적인 방법으로는 불가능하다고 생각하고 혁명을 머리에 그렸다.
당시 조선은 전국 각지에서 민란으로 관공서 습격까지 있었고 동학교도들의 교조 신원과 포교 허용 요청, 천주교의 포교 허용 요구 및 개신교 유입과 확산, 전염병과 흉년, 유랑민 등 뿌리부터 흔들리고 있었다. 게다가 1884년 8월 청나라는 베트남 종주권을 두고 프랑스와 충돌해 가용 병력을 거의 베트남 전선에 투입해야 했다. 감군 계획에 따라 주조선 청군 병력 역시 이미 반토막 난 상태였다. 모든 상황은 개화파에게 결단을 요구하고 있었다.
김옥균에게 동원 가능한 병력은 '충의계'의 40여 비밀조직원과 일본 유학생 출신 30여 명을 주축으로 개화파 동지인 함경남도 병마절도사(줄여서 남병사) 윤웅렬의 병력 1500이 있었고, 비록 해방영 산하에 있으나 원래 조련국 출신인 600여 명 등이었다. 문제는 수구파 배후의 청나라 군이었다. 반드시 일본군의 힘이 필요했다.
김옥균은 일본을 떠보기 위해 다케조에 신이치로 공사에게 차관 교섭 실패 건에 대해 항의하고 조선 개혁을 역설했다. 그러자 다케조에는 차관 교섭 실패가 자신의 책임임을 시인하고 앞으로는 김옥균에게 적극 협조하겠노라 약속했다. 거사를 결심하기에는 아직 그 정도로는 믿을 수 없었다. 며칠 후 왕실 종친 박영효를 보내 다시 떠보자 김옥균의 뜻을 파악한 그는 "청나라는 장차 망할 것이니 귀국의 개혁 지사들께서는 이 기회를 절대 놓치지 마시오."라고 답했다.

##### 거사 직전
그해 9월 추가 병력 모집과 군자 조달 등의 본격적인 거사준비에 나섰다. 김옥균은 거사 10월 초 다케조에를 다시 만나서 이른바 '삼책(三策)'을 알려 주고 협조에 대한 확답을 받아 냈다. 삼책이라 함은 첫째, 충의계를 중심으로 한 개화파의 단결을 통하여 정변을 계획대로 추진시키고 둘째, 고종을 설득하여 정변을 승인받아서 거사 명분을 확립한 다음 셋째, 청군의 간섭이나 방해 책동은 일본군이 막아 준다는 내용이었다. 일본측의 동의를 얻어낸 김옥균은 거사 5일 전인 10월 12일에 대궐 안으로 들어가 고종과 단독으로 대면하여 세계의 정세와 청나라와 결탁한 민씨 정권의 매국적 작태를 설명하고, 민씨 일파가 요직을 장악하여 왕을 꼭두각시로 여긴다는 점을 지적한 뒤 개혁을 추진할 수 있는 새 정부의 필요성을 주장했다. 김옥균의 역설에 감동한 고종은 마침내, "국가의 명운이 위급할 때, 모든 조처를 경의 지모에 맡기겠다."는 지시를 은밀히 내렸다.
고종의 동의를 얻은 김옥균은 윤치호를 통해 미국 공사에게도 곧 정변이 있을 것임을 알리고 협조를 부탁하여 대내외적으로 거사를 위한 준비 작업을 마쳤다. 아직 완전히 미덥지 않은 일본 측에게는 거사 일자를 정확히 알리지 않았지만, 홍영식의 우정국 낙성식 날을 거사일로 정하고 동지들과 준비를 마무리했다. 이때 다케조에로부터 일본 정부의 정확한 지시를 받은 후에 거사를 일으키자는 요청을 받았지만 김옥균은 더 이상 지체할 수 없다고 판단했다.
1884년 10월 17일 오후 6시 정동에 신축한 우정국 낙성식에는 우정국총판 홍영식의 초청으로 많은 내외 귀빈의 참석하여 낙성 축하연을 했다. 연회가 한창 무르익을 무렵 김옥균은 옆자리에 앉아 있던 일본 공사관의 시마무라 서기관에게 이날 거사를 일으킬 것임을 은밀히 알려서 일본군 동원을 준비시켰다. 김옥균의 연락을 받은 서재필은 바로 병력을 집결, 이동시켰고, 우정국 입구에 매복시켰다.
연회가 거의 끝날 무렵 우정국 북쪽 건물에서 불길이 치솟으며 화재가 발생했다. 가장 먼저 건물 밖으로 뛰쳐나갔던 민영익이 매복하고 있던 개화파 무사들에게 칼을 맞고 한쪽 귀가 떨어진 채 피투성이가 되어 허겁지겁 다시 들어오자 연회장 안은 완전히 아수라장이 되었다. 이때를 틈타 김옥균, 박영효, 서광범 등은 급히 우정국을 빠져나와, 매복하고 있던 서재필 휘하 사관 생도들을 다시 경우궁으로 이동시키고 김옥균은 교동에 있는 일본 공사관으로 가서 일본군의 출동을 확인한 후에 대궐로 향했다.

##### 갑신정변과 삼일천하
10월 17일 저녁 김옥균 등은 창덕궁 금호문 앞에 당도하여 김봉균, 신복모 등이 거느리고 온 40여명의 병사들을 문 밖에서 지키게 하고는 미리 내통하고 있던 수문군이 문을 열어주어 바로 입궐했다. 또한 윤경완이 인솔하는 무장병력 50여명에게는 전문 앞을 지키게 하고 김옥균, 박영효, 서광범 세 사람은 고종이 있는 침전으로 올라갔다. 그리고 고종에게 우정국에서 변란이 일어난 것과 그 원인이 민씨 척신 세력의 음모와 부패, 민생의 피폐 때문임을 알리고 형세가 위급함으로 경우궁으로 피난할 것을 요청했다. 처음에는 사태의 자초지종을 다지던 고종 내외도 침전 동북쪽 통명전 부근에서 엄청난 폭발음이 들려오자 놀라서 그들을 따라나섰다.
고종 일행이 경우궁에 도착하자 박영효는 다케조에와 함께 일본군 병사 200명을 경우궁 주변에 배치하였다. 그리고 서재필이 지휘하는 사관 생도 13명은 국왕의 거처 바로 앞을 지키면서 출입자를 통제하도록 조치한 후에, 왕명으로 중신들을 불러들여서 일단의 민씨 척신 세력을 척살해 버렸다. 그날 밤 군사들은 척신계와 수구파 인사들은 윤태준, 이조연, 한규직, 척신인 민영목, 조영하, 순명효황후의 친정아버지 좌찬성 민태호 등과 거사에 동조하기로 했다가 변절한 내시 유재현 등을 살해하였다.
10월 18일 척신 정권 지도자들을 처형한 개화파는, 18일 새벽 신정부의 발족을 알리고 인사를 단행하였다. 고종의 사촌형 이재원을 영의정에, 홍영식은 좌의정에, 윤웅렬은 형조판서, 박영효는 전후영사, 서광범은 좌우영사, 서재필은 병조참판, 신기선은 이조참판, 승정원도승지는 박영교로 내정하여 내각을 장악하였다.
김옥균은 재무와 내무를 관장하는 호조의 차관인 호조참판을 맡아 개혁에 필요한 재정의 조달을 담당하기로 했다. 내각 구성을 마친 새 정부는 14조항의 강령을 발표한다.

- 첫 번째, 청에 잡혀 간 대원군을 환국시키고 청에 대한 조공을 폐지한다.
- 두 번째, 문벌을 폐지하고 능력에 따라 인재를 등용한다.
- 세 번째, 조세 제도를 개혁하여 관리의 부정을 막고 가난한 백성을 보호하여 국가 재정을 늘린다.
- 네 번째, 내시부를 없애고 그 중에서 우수한 자는 관직에 등용한다.
- 다섯 번째, 탐관오리 중에서 그 죄가 극심한 자는 처벌한다.
- 여섯 번째, 백성들에게 빌려 주었던 정부 소유의 환자미는 모두 탕감하고 받지 않는다.
- 일곱 번째, 규장각을 폐지한다.
- 여덟 번째, 빠른 시일 내에 순검(巡檢)을 두어 치안에 주력한다.
- 아홉 번째, 혜상공국(惠商公局)을 폐지한다.
- 열 번째, 유배되거나 구속되어 있는 자는 형을 감해 준다.
- 열한 번째, 4개영을 1개영으로 통폐합하되, 그 중에서 장정을 봅아 근위대를 설치한다.
- 열두 번째, 일반 재정은 호조에서 통할하고 기타 모든 재정 담당 관청은 폐지한다.
- 열세 번째, 대신과 참찬은 매일 합문 안에 있는 의정소에 모여 정령을 의결하고 반포한다.
- 열네 번째, 육조 이외의 모든 불필요한 기관은 없애되, 대신과 참찬이 이를 결정하게 한다.

그밖에 개화파 혁명 정부는 다음과 같은 구체적인 개혁안을 발표했다.

- 첫 번째, 전 국민은 단발한다.
- 두 번째, 외국 유학생을 선발하여 파견한다.
- 세 번째, 궁내성을 별도로 설치하여 왕실 업무와 일반 국무를 구분한다.
- 네 번째, 국왕을 '성상(聖上) 폐하(陛下)'로 칭해서 타국의 황제와 동등하게 예우하며 대조선국의 군주로서 존엄을 유지한다.
- 다섯 번째, 지금까지의 관제를 폐지하고 내각에 여섯개의 부서를 둔다.
- 여섯 번째, 과거제도를 폐지한다.
- 일곱 번째, 내외의 공채(公債)를 모집하여 국가 재정을 충실히 한다.

그러나 지지기반이 취약한 내각은 민씨의 척신 정권이 청나라 군사를 끌어들여 반격을 가하자마자 그대로 몰락하게 된다.

#### 정변의 실패와 은신
이후 '인민평등', '문호개방' 등 개혁을 단행할 것을 주장하였으나 오히려 역심을 품는 것으로 곡해되었다.
1884년 보수파인 사대당의 민씨 일파를 후원하는 청나라가 안남 문제로 고민하고 있는 틈을 타서 갑신정변을 일으켰다. 사대당의 중심인물을 숙청하는 등 정변을 주도하여 당시 신정부의 호조참판 겸 혜상공국 당상에 취임했다. 그러나 정변이 청나라 군대의 개입으로 삼일천하로 끝나자 다케조에 신이치로와 함께 일본으로 망명하여 후쿠자와 유키치에게 의탁하였다.
명성황후 민씨는 경우궁으로 옮긴 다음 날 민씨 척신 세력으로부터 민영목, 조영하, 민태호 등의 암살 소식과 민영휘의 부상 소식을 접했다. 수구파의 일원인 전 경기감사 심상훈(沈相薰)을 통해 사건의 실상을 알게 된 민씨 세력이 청나라 군대를 개입시켰고, 곧 만주에 주둔중인 청나라 군사를 끌어들였다. 민비는 계속 거처가 너무 협소하다면서 창덕궁으로 환궁하자고 고종에게 닦달하였다. 넓은 창덕궁과 달리 경우궁은 좁아서 경비하기가 쉽기 때문이었는데 왕후 민씨가 이를 트집잡고 나온 것이었다. 왕후의 불만에 고종은 할 수 없이 조금 더 넓은 계동궁으로 옮기도록 하였으나 왕후는 계속해서 환궁을 요구했다. 그러나 명성황후와 민씨 일파가 청나라와 내통한 것을 인식하지 못한 김옥균 등이 외부 수습에 바쁜 틈을 타 민씨는 경비를 책임지고 있던 다케조에를 졸라서 다시 환궁하였다. 뒤늦게 이 사실을 알게 된 김옥균은 다케조에에게 항의했지만 다케조에는 "창덕궁으로 환궁해도 경비에는 문제가 없다."며 큰소리를 쳤다. 이미 왕후의 강력한 요구로 번복이 어렵게 되자, 박영효 등은 일본군의 무라카미 중대 병력과 함께 국왕 부처를 호위하여 창덕궁으로 인솔하였다. 그러나 해질 무렵 대궐 문을 닫으려고 하자, 선인문 밖에까지 당도한 청나라 지원군이 방해하여 양측 사이에 교전이 발생했다. 박영효는 강경하게 대응하자고 주장하였으나 김옥균과 다케조에는 타협안을 하기로 결정, 궐문을 닫지 않고 궐 밖은 청군이 경비를 서고 궐 안은 일본군이 지키는 것으로 청군 측과 합의했다.
10월 21일 아침이 되자 다케조에는 돌연히 태도를 바꾸어 일본군은 형편상 오랫동안 조선의 궐 안에 머무를 수가 없다고 하면서, 그날 안으로 철수하겠다고 통보했다. 갑작스러운 다케조에의 태도돌변에 당황한 김옥균은 바로 일본공사관으로 달려가 다케조에와 담판을 벌여서, 개화 정권이 스스로를 보호할 수 있을 때까지 3일간 동안 철병을 미루고, 개혁 사업의 추진을 위한 자금 조달에 협조한다는 약속을 받아 냈다. 그러나 다케조에는 철병을 강행한다.
21일 오전 청나라 제독 우주유(吳助維)는 도성이 평안하다는 편지가 고종에게 전달되고 바로 위안스카이가 600여명의 병사를 대동하여 국왕과의 접견을 요청했는데, 김옥균 등은 위안스카이의 접견은 허락하나 청군이 대궐로 들어오는 것은 안 된다고 주장하여 물리쳤다. 그러나 그날 오후 위안스카이는 전 우의정 심순택에게 청군 출동을 요청하게 하여 청군의 군사적 행동에 대한 정당성을 억지로 확보한 다음, 마침내 5백명으로 구성된 한 부대는 우주유의 지휘 아래 선인문 쪽으로, 8백명으로 편성한 다른 부대는 위안스카이 자신이 직접 지휘하여 돈화문에서 창덕궁 방향으로 진격하여 궁궐 외곽을 지키고 있던 일본군과 청군 사이에 교전이 벌어졌다. 당시 창덕궁을 에워싸고 공격했던 인원은 조선에 주둔하고 있던 청군 전 병력과 수구파가 장악했던 좌우영 소속 조선 군졸들에다가, 개화파가 일본과 결탁하여 국왕을 연금하고 있는 것으로 오해한 일반 백성들까지 가세하여 엄청난 수의 대부대를 이루었다. 그러나 궁궐을 수비하던 병력은 일본군 200명과 개화파 자체 동원 병력 800명 정도로 그 수에서 이미 결판이 나 있었으며, 더구나 개화파의 병력은 변변한 무기조차 제대로 갖추고 있지 않았다.

#### 도피 과정
청나라 군사와 조선인 가담자들과 개화파, 일본군이 교전하는 사이 왕후 민씨는 청나라군 진지를 통해 이미 북관왕묘로 옮겨갔고, 고종도 뒤따라가려고 했기 때문에 신정부 주요 인사들은 할 수 없이 일본군과 함께 이를 호위하여 나다가다 도중에 각자의 판단에 따라 방향을 달리하게 되었다. 홍영식, 박영교 등과 사관 생도 7명은 고종과 함께 북묘로 가고, 김옥균은 박영효, 서재필, 서광범, 변수(邊洙), 이규완(李珪完) 등과 나머지 사관 생도는 다케조에를 따라 일본 공사관으로 향했다. 홍영식 등은 개화파 중에서 비교적 온건한데다가 위안스카이와 친분도 있고 척신 중에도 가까운 사람들이 많아서 국왕을 따라가면 신변은 안전할 것으로 믿었으나 그들은 북묘에 도착한 직후 그들 모두는 참혹하게 살해되고 말았다.
한편 일본 공사관에서 하룻밤을 지새운 김옥균은 창덕궁 북문으로 빠져나가 옷을 변복하고 숨은 박영효, 서광범, 서재필, 변수 등 9명과 함께 인천주재 일본 영사관 직원 고바야시의 주선으로 제일은행지점장 기노시타의 집에 은신하였다. 그러나 묄렌도르프가 추격대대대를 이끌고 오자, 기노시타의 배려로 일본인 옷으로 갈아입고 박영효, 서재필, 서광범과 10월 20일 오후에 다케조에와 함께 일본군의 호위 아래 제물포에 정박중인 지토세마루(千歲丸, 천세환)에 승선했다.
홍영식, 박영교를 처형한 척신 세력은 일본군함이 정박한 인천으로 사람을 급히 보냈다. 척신 세력인 심순택을 의정부영의정으로 하는 새로운 내각 구성을 마치고 김옥균 등을 '오적'으로 규정하여 인천에 사람을 보내 다케조에 신이치로에게 김옥균 등의 신병을 인도해 달라고 요구했다. 다케조에는 김옥균, 박영효, 서광범 등 일행에게 배에서 내릴 것을 요구했다. 척신세력의 추적과 다케조에의 배신으로 자칫 배에서 내몰리는 상황에 빠지고 만 것이다. 그러나 다케조에 신이치로의 신의없는 행동에 분노한 지토세마루 선장 쓰지 가쓰자부로(辻勝三郞)의 소신으로 일행은 목숨을 구하였다. 10월 21일 아침 인천항에 정박 중이던 쓰지 선장의 지토세마루 호에 일본군사들과 함께 승선했다.

### 일본 망명 생활

#### 피신과 일본 망명
일본공사 다케조에가 이들을 급히 피신시켰다. 김옥균, 박영효, 이규완, 정난교, 서광범, 변수 등 일행 9명은 창덕궁 북문으로 빠져나가 변복 후, 인천 제일은행지점장 기노시타의 집에 은신했다. 인천주재 주조일본영사관 직원 고바야시의 주선이었다. 10월 12일 묄렌도르프의 추격대가 쫓아오자 일본인으로 꾸미고는 제물포항의 일본 국적선 지토세마루 호(千歲丸)로 숨었다.
이튿날 대한제국 외무독판 조병호(趙秉鎬), 인천감리 홍순학(洪淳學) 등을 대동한 묄렌도르프의 추격대가 다케조에 공사에게 역적 일행을 내놓으라 요구했다. 배안에서 이 광경을 지켜보던 일행은 품고온 독약병으로 자살을 각오했다. 우물쭈물하던 다케조에 공사가 배로 되돌아와서는 일행에게 역시 내릴 수밖에 없겠다고 말했다. 그러나 선내 일본인 승객들이 혀를 차며 꾸짖는 한편, 선장 쓰지 가쓰자부로 역시 공사만 믿고 이들을 태웠는데 이제 와서 하선시키자 하면 이들을 죽이자는 것 밖에 더 되느냐며 질타했다.
| “ | 내가 이 배에 조선 개화당 인사들을 승선시킨 것은 공사의 체면을 존중했기 때문이다. 이분들은 다케조에 신이치로 공사의 말을 믿고 모종의 일을 도모하다가 잘못되어 쫓기는 모양인데, 죽을 줄 뻔히 알면서도 이들더러 배에서 내리라는 것은 도대체 무슨 도리인가? 이 배에 탄 이상 모든 것은 선장인 내 책임이니 인간의 도리로는 도저히 이들을 배에서 내리게 할 수 없다. | ” |

다케조에가 우물쭈물하자 쓰지 선장이 직접 묄렌도르프에게 '그런 사람들은 탄 적이 없고 국제법 상 선박은 해당 국가의 영토로 치외법권이며, 수색을 강행하면 외교 문제로 삼겠다'며 추격대를 물리쳤다. 개화당은 기적적으로 살아남았다.

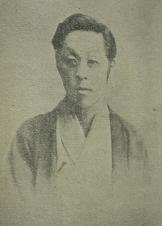
일본 망명 생활 중의 김옥균

한편, 김옥균의 아버지 김병태는 천안 감영에 투옥돼 옥사하고 동생 김각균(金珏均)은 경북 영천 근처까지 도망쳤다가 체포돼 대구 감영에서 옥사당했다. 어머니 송씨와 여동생은 음독 자살했고, 아내 유씨는 7세된 딸과 옥천군의 관노가 됐다. 그의 첩 송씨는 옥중에서 살려고 음행(淫行)을 했다는 소문도 있었다.
10월 24일 김옥균 일행은 제물포항을 떠났는데 그 때까지 4일간 배의 밀실에 숨은 채였다. 10월 27일 제물포항을 나온 지 3일 후에 나가사키를 경유해 도쿄로 가 오랫동안 후쿠자와 유키치의 집에서 지냈다. 더 이상 폐를 끼칠 수 없었던 그들은 셋집을 얻어 합숙하며 피곤한 망명생활을 시작했다. 조선 정부는 끊임없이 망명지에 있는 그들을 죽이려고 했고 청나라 역시 일본에 그들의 송환을 요구했다. 조선 조정은 갑신정변 때 일본이 입은 피해를 보상하는 한성 조약을 체결하면서 김옥균 등의 신병 인도를 거듭 요구했으나, 일본이 정치범은 국제법상 인도하지 않는다며 송환을 거부했다. 개화파의 존재는 동양 3국 사이의 뜨거운 감자였으며 청일전쟁에서 일본이 승리하기 이전에 일본 정부에서 부담이 됐다. 이런 이유로 후일 김옥균이 절도에 유배를 가는 등 개화파는 일본 내에서도 찬밥 신세였다.
개화당에게 사상적으로 많은 영향을 주고 교류가 깊었던 전 일본 총리 이노우에 가오루는 후일 회고록에서 치토세마루 호의 선원 쓰지 도주로(辻藤十郞)가 박영효 일행과 나가사키 항에서 헤어질 때 일본식 이름을 각각 지어줬다 회고했다. 곧 그들에게 들이닥칠 자객을 염려해 이같이 했다고 한다.
| “ | 당신들이 일본에서 망명 생활을 하게 되면 조선 이름을 가지고는 살기가 불편할 것이오. 그러니 내가 기념으로 이름을 지어 주고 싶소. | ” |

김옥균은 이와타 슈사쿠(岩田周作), 박영효에겐 야마자키 에이하루(山岐永春), 이규완은 아사다 료(淺田良), 유혁로는 야마다 유이치(山田唯一), 정난교는 나카하라 유조(中原雄三)라고 지어줬다. 김옥균은 이와타 슈사쿠(岩田周作) 외에도 그는 이와타 미와(岩田三和)라는 가명도 사용했다.

#### 망명 생활 초반
망명 직후 그는 간사이 지방에 머물렀으며 이때 야마토의 히가시히라노초(東平野町)에 살고 있는 야마구치 신타로의 집에 잠시 기거한 적이 있었다. 그때 그는 야마구치의 어머니 나미와 관계를 맺어 다음 해 남자 아이가 태어났다.
10월 27일 김옥균은 주변의 만류에도 이노우에 가오루를 만나려고 하였으나 불우한 처지의 망명객으로 이용가치가 없어진 그를 이노우에는 만나주려 하지 않았다. 일본의 배신에 분노한 김옥균은 갑신정변의 경위와 일본 측의 관여를 만천하에 알리겠다고 나섰으나 일본측에서는 조선에 송환하겠다고 으름장을 놓았다. 일본은 1885년 4월 청나라와 톈진 조약을 체결하고 조선에 주둔중인 군사를 공동으로 군대를 철수하기로 한 후 조선 문제에서 당분간 손을 떼었다. 불우한 정치망명객인 김옥균 일행을 일본은 부담스러워했고, 김옥균은 울분과 울화를 겨우 다스리고 거처에 은신하며 자신의 개혁운동을 회고하는 갑신일록(甲申日錄)을 쓰면서 연명하였다.
일본 망명 중에도 그는 조선으로 쳐들어가 민씨 정권을 타도하기 위해 노력하였다. 한편 21세기 한국의 언론인인 김충식은 자객 밀파의 원인을 그가 스스로 자초했다고 보았다. "자객 밀파의 원인을 찾아 거슬러 올라가면 옥균에게도 귀책사유가 있다. 성격이 급한 옥균은 일본에 와서도 명성황후 정권을 전복하려 절치부심했다."는 것이다. 그는 후쿠자와의 도쿄 집에서 두어 달 머물다 요코하마의 외국인 거류지 야마테초로 집을 얻어 나갔다. 이 지역은 ‘바다가 보이는 언덕 공원’으로 이름지어진 데서 알 수 있듯 항구가 내려다보이는 경관 좋은 곳. 개항 이래 외국인들이 모여 살았고 지금도 외국인 묘지가 남아 있다. 현재 한국의 요코하마 총영사관이 야마테초에 한국식 건물로 들어서 있다.
10년간의 망명생활을 통해 김옥균은 일본 고위층 인사들과 긴밀한 교류를 하게 된다. 그 중 한명인 도야마 미쓰루는 훗날 명성황후를 암살하는데 참여한 낭인 조직의 하나인 '겐요사'를 조직하기도 했다.
야마테초에서 옥균은 겐요샤(玄洋社)라는 우익 집단의 장사들과 접촉했다. 겐요샤는 도야마 미쓰루가 만든 조직이다. 조선에는 그가 군사를 이끌고 쳐들어 올 것이라는 소문이 파다했고, 민씨 정권은 자객을 보내 그를 제거하려 했다.

#### 연금 생활

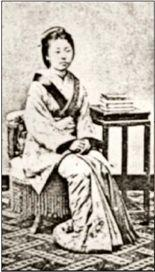
그의 일본망명생활 후견인이자 연인이었던 일본인 게이샤 스기타니 오타마

1886년 7월부터 그는 2년간 절해고도인 오가사와라섬(小笠原島)에 유배된 데 이어 1888년 8월~1890년 4월 홋카이도에 연금을 당한다. 그는 이 무렵 두 명의 일본인 게이샤와 연인관계였는데, 이들 게이샤들은 김옥균이 자주 출입하던 술집에서 만나게 되어 그의 금전적, 정신적 후견인이자 연인관계로 발전하게 된다.
삿포로에 살던 김옥균은 지병인 류머티즘을 치료하기 위해 종종 하코다테의 온천여관에 들렀는데, 거기서 스기타니를 만나 애인관계로 발전한다. 7월부터 2년간 절해고도인 오가사와라섬에 유배된 데 이어 1888년 8월~1890년 4월 홋카이도에 연금을 당한다. 스기타니 다마의 원래 이름은 ‘오타마(小玉)’. 하코다테 도서관이 소장 중인 사진에는 ‘봉래정예기옥녀(蓬萊町藝妓玉女)’라는 기록이 남아 있을 뿐이다. 게이샤였던 오타마는 곧 김옥균의 재정적 후견인의 한사람이 되었고 바로 연인관계로 발전하였다.
그녀의 이름은 당시 김옥균의 후원자였던 미야자키 도텐(宮崎滔天)의 저서 ‘33년의 꿈’을 통해 알려지게 됐다. 이 책에 따르면 스기타니는 김옥균이 1894년 중국 상하이에 건너갔다가 홍종우에게 암살당한 이후 도쿄에서 치러진 장례식에 참석했다. 미야자키가 장례식장 한구석에서 슬피 우는 그녀에게 말을 건네자 “나는 여인의 몸. 선인(先人·김옥균)의 사상은 모르지만, 그 사람을 존경하고 사랑한다”고 말했다. 재일 사학자 금병동(琴秉洞)은 그의 저서 ‘김옥균과 일본’(2001년판)에서 “스기타니는 24~25세 정도의 미인이었으며, 두 사람 관계는 당시 하코다테에서 모를 사람이 없을 정도로 유명했다”면서 “1890년 김옥균이 홋카이도에서 연금에서 풀려나 도쿄로 돌아올 때 함께 상경해 도쿄에서 살림집을 꾸리고 살았다”고 소개했다. 스기타니는 김옥균이 상하이로 건너간 뒤에도 김옥균을 위해 따로 밥상을 차려놓고 그의 무사귀환을 위해 불공을 올리다가 부음을 전해들은 것으로 돼 있다. 스기타니는 조선이 일본에 병합된 후인 1916년 미야자키 도텐과 재회했을 당시에는 이미 한 실업가의 부인이 돼 있었다고 한다.
이때 김옥균에게는 또다른 일본인 연인이 있었는데 역시 다른 술집에서 만난 게이샤인 마쓰노 나카(松野なか)였다. 나카에게서는 딸 1명이 태어났는데 이름은 사다(さだ)였다. 그 뒤 1884년 도쿄로 돌아오자 그는 청나라로 망명을 기획한다.

#### 조선 자객 침투

##### 1차 김옥균 암살 미수 사건
1885년 6월 고종과 명성황후의 밀명을 받은 장은규(일명 장갑복)가 일본으로 건너왔다. 장은규는 의친왕의 생모 귀인 장씨의 친정오빠였다. 장은규가 장귀인의 오라비라는 것을 안 유혁로는 그를 경계할 것을 김옥균에게 제안했고, 김옥균은 장은규를 피함으로써 1차 암살 기도는 미수로 돌아갔다. 그러자 조선 조정에서는 역관 출신의 온건 개화인사인 지운영을 자객으로 파견하였다.
통리기무아문 주사로 근무 중 밀지를 받은 지운영은 1886년 2월 23일 인천을 출발하여 나가사키를 거쳐 고베에 도착한다. 그러나 김옥균은 지운영도 자객임을 간파하였다. 김옥균은 당시 고베를 떠나 도쿄에 은거 중이었다. 도쿄에 도착한 지운영은 이세강(伊勢勘) 여관에 투숙하며 인근에 살고 있는 김옥균에게 편지를 보내 면담을 요청했다. 두 사람은 과거 같이 근무한 적이 있었기에 도쿄까지 찾아와 한번 만나자고 하는 지운영의 제의에 김옥균이 응할만도 했지만 김옥균은 서신을 보내 지운영의 면담 제의를 거절했다. 장은규 일파를 상대한 유혁로는 지운영도 자객으로 의심하고 이를 김옥균과 박영효에게 전했다.
지운영의 정체에 의혹을 느낀 김옥균은 거절하는 답신을 보낸다.
| “ | 나는 국사범이므로 만나면 도리어 귀찮아질 것이네. | ” |

김옥균은 유혁로 등에게 지운영이 가져온 거사금 5만 엔을 갈취할 것을 제안한다. 김옥균은 함께 있는 동지 유혁로, 신응희, 정난교 등에게 지운영에게 접근하여 그가 공작비로 가져온 5만 엔의 돈을 빼앗자고 제안한다. 세 사람은 지운영을 만나 불평을 늘어놓았다.
김옥균은 갑신정변의 동지들로 일본에 같이 망명해 있던 유혁로, 정난교, 신응희 등을 지운영에게 접근시켜 지운영이 자객임을 증명하는 증거를 잡도록 했다. 유혁로 등은 지운영을 만나 이국에서 떠돌고 있는 자신들의 신세를 한탄하면서 김옥균을 비난하는 등 김옥균에게 큰 불만이 있는 것처럼 위장했다. 지운영은 유혁로 일행과 2,3개월 이상 만나면서 신뢰하게 되었다.

##### 2차 김옥균 암살 미수 사건
그러던 어느날 지운영은 일행에게 김옥균을 처치하면 망명자의 신세에서 벗어날 수 있다고 설득하면서 자신은 국왕의 밀지를 받들어 김옥균을 죽이기 위해 왔으므로 제군은 자신을 도우라고 본색을 드러냈다. 지운영은 그 증거로 고종의 칙서를 보여주었다.
| “ | 명여로 특차도해포적사(特差渡海捕賊使)인 바 임시계획을 일임 편의요, 위국사무(爲國事務)도 역위전권(亦爲全權)하니 물핍거행(勿乏擧行)할 사 이 사람은 명을 받은 특차도해포적사이니 임시계획은 편의로 일임하며 나라를 위하는 일 역시 전권을 위임하니, 조선의 신민이라면 핍박하지 않고 거행하도록 하라. | ” |
|   | — 대군주모(大君主募) |   |

발행 일자는 1896년 5월로 되어 있고 국왕의 옥쇄(대군주모)까지 찍힌 이 칙서의 진위 여부는 알 수 없으나, 어쨌든 "바다 건너의 역적을 체포하는 특명을 부여한다"고 되어 있다. 게다가 김옥균 살해에 성공한 자에게는 5천 엔을 지불한다는 지불보증서도 가지고 있었다. 지운영은 한성에서 품고 온 비수도 보여주었다.
유혁로 등 3인은 지운영을 포박한 뒤 구타, 위협해 가지고 있던 칙서와 비수 등을 빼앗았다.

#### 여성 편력 위장
망명 직후 그는 야마토의 히가시 히라노초의 야마구치 신타로의 집에 잠시 생활하였다. 이때 신타로의 어머니 나미와 관계, 이듬해 아들이 태어났다. 이후 그는 자중하였지만 도야마 미쓰루의 권고로 다시 여자를 찾았다.
조선에서 자객이 파견되자 도야마는 그에게 일부러 술과 여색에 탐닉하라고 권고했다.
김옥균의 여자관계는 난잡하다고 볼 수밖에 없었다. 망명 직후 야마토의 히가시 히라노초 1465번지에 있는 야마구치의 집에 잠시 기식하는 동안, 야마구치의 어머니 나미와 깊은 관계를 맺었다. 이듬해 사내아이가 태어났다.

| “ | 조선에서 김을 죽이려 자객을 보내자 그의 신변이 걱정된 나는 그에게 충고했다. 일본 고사(古事) 중 오이시우치가 교토에서 기라의 첩자를 방심시킨 내용을 인용하면서, 우국적 행위를 버리고 주색에 빠진 바보 시늉을 해보라고 권했다. 그랬더니 그가 매일같이 도쿄 유라쿠초의 여관에서 시바우라의 온천장까지 들락거리며 홍등가를 방황했다. | ” |
|   | — 도야마 미쓰루의 증언 |   |

반쯤은 자객의 칼끝을 무디게 하기 위해 일부러, 반쯤은 망명유랑에 지치고 지쳐 자포자기의 심정으로 도쿄의 윤락가를 배회하였다.

#### 박영효와의 결별
김옥균의 주색(酒色) 방종은 홋카이도 유배시절에도 예외가 아니었다. 그가 오타루에서 사귄 기생도 옥균의 아이를 낳았다. 그녀는 자기가 낳은 아이는 물론 다른 여자의 소생까지 거두어 옥균의 도쿄 쓰키지 집에서 함께 살았다고 한다.
박영효는 이런 김옥균을 싫어하고 지겨워했다. 망명 동지들의 명예를 떨어뜨리는 짓이라고 비판도 했다.
| “ | 옥균은 거짓말을 밥 먹듯 해대는 무능한 자야. 제멋대로 행동하는 방탕아지. 도쿄에서 조선 사람, 일본 사람 할 것 없이 닥치는 대로 돈을 빌려 물쓰듯하고 말이지. 결국 갑신혁명이 실패한 것도 그런 엉터리 지도자 때문일세. 그를 믿고 설익은 청년들이 성급하게 일을 저질러서 그 꼴이 난 걸세. 그렇다고 옥균이 진짜 리더였나? 나와 홍영식이 다 했지. | ” |

미국으로 망명한 윤치호가 도쿄에 들렀을 때도 박영효는 김옥균을 격하게 비난했다.
박영효는 온순하고 침착한 데다가 세상사를 멀리하였으나 김옥균은 예민하고 다재다능한 데다가 세상의 교제도 넓었다. 조선에 있을 때에는 박영효의 문벌이나 신분이 높아 김옥균을 능가하였으나 일본에서는 오히려 거꾸로 김옥균의 지위가 높아져 자연히 두 사람 사이가 벌어졌다. 김옥균을 남겨둔 채 박영효가 미국을 떠난 것도 그 때문이었다. 이광린은 박영효가 김옥균을 두고 서광범, 서재필만 데리고 미국으로 갔던 이유도 김옥균과 박영효의 기질 차이로 이해하였다.

### 청나라 망명

#### 일본 자유당계 무사들의 거사 탄로
1885년말 김옥균의 처소를 자주 출입하던 일본 자유당계 무사들이 오사카에 모여서 "조선 토벌을 위해 무장 집단을 파견하자"는 음모를 꾸미다가 발각되었다. 이들의 조선 정벌 주장은 일본 사회에 화제가 되었고, 이는 곧 정한론으로 발전한다.
이 일은 일본의 대륙 침략 세력의 선봉대가 기도한 음모로 김옥균은 전혀 알 리가 없었지만, '오사카 사건'은 김옥균을 배척하려는 무리들의 악의에 찬 선전에 좋은 구실을 제공했다.
| “ | 김옥균이 일본인 장사대(壯士隊)를 이끌고 조선에 침공할 계획을 세우고 있다. | ” |

이 이야기가 일본은 물론 청나라 조정에까지 전해져, 청나라의 리훙장은 김옥균 일행을 단단히 구속해두라고 일본 정부에 요구했다. 이 사건을 계기로 일본 정부는 은근히 김옥균에게 일본에서 떠날 것을 종용했다. 그러나 조선 정부가 그를 자객을 보내 제거하려는데 그를 내치는 것은 죽으라는 것과 같다는 후쿠자와 유키치와 이노우에 가오루의 반대로 일본 추방은 모면하였다.

#### 암살 위협과 청나라 망명
망명객 김옥균은 '이와타 슈사쿠'(岩田周作)란 이름으로 10년간 일본 각지를 방랑하였으며, 청나라를 꺼리는 일본 정부에 체포되어 오가사와라에, 이어서 홋카이도에 유배되었다가 뒤에 석방되어 도쿄에 귀환했다.
조선 조정에서는 그를 제거하기 위해 끊임없이 일본으로 자객을 파견하였다. 첫 자객인 장은규는 김옥균의 민첩한 대응으로 암살이 실패하자 "김옥균이 자유당 계열 무사들과 결탁하여 조선을 침공하려 한다."라는 소문을 퍼뜨려서 이른바 '오사카 사건'을 일으켰을 뿐, 김옥균의 신변에 위해를 가하지는 못했다. 이 사건으로 국제적인 문제가 되자 일본 정부는 김옥균에게 일본을 떠나 달라고 요청했지만 그는 쉽게 떠날 수 없었다.
조선은 두 번째 자객인 지운영을 보냈다. 그러나 지운영은 오히려 김옥균은 이를 일본 언론에 알려 일본 경찰에 체포되었다. 김옥균은 이 사실을 거론하며 외무대신 이노우에에게 신변 보호를 요청하는 편지를 보냈다. 사건이 일본 신문에 보도되자 일본 정부는 지운영을 조선에 송환하고, 김옥균에게는 일본과 조선의 우호에 방해가 된다면서 일본을 떠나 달라고 공식적으로 요구했다. 김옥균은 이에 항의하며 이노우에를 상대로 한 문서를 공개하고 일본 신문에 고종에게 보내는 장문의 상소와 청나라의 북양대신 리훙장 앞으로 사건의 책임을 따지는 공개 서한을 게재하였다.
청나라에서는 항의하였고 김옥균의 발언이 외교적인 문제가 되자 일본 정부는 1886년 7월에 그를 오가사와라섬에 강제로 연금했다. 이때 동행한 동지는 이윤과 한 사람뿐으로, 이곳에서 김옥균은 2년 동안 실의의 나날들을 보냈다. 습한 기후와 악조건을 견디지 못하여 연금 해제나 연금지역을 옮겨줄 것을 호소하여 김옥균은 1888년 홋카이도로 이송되었다가 1890년에 석방되었다. 오가사와라섬에서는 소일 삼아 아이들을 모아 가르치기도 했는데, 이때 만난 와다 엔지로라는 청년이 그를 추종하여 상하이에서 죽는 순간까지 동행하게 되었다.
연금에서 해방되어 도쿄로 돌아온 김옥균은 한동안 방탕한 생활을 하다가, 청나라로 들어가 실권자 리훙장과 담판을 짓기로 했다. 리훙장에게 연락이 닿자 마침 일본 주재 공사로 새로 부임한 리훙장의 아들 리징방은 자신의 아버지가 그를 만나고 싶어한다는 편지를 건네주었다. 김옥균으로서는 일본에서의 거듭된 재기의 노력이 모두 수포로 돌아가자 아직도 조선에 큰 영향력을 갖고 있는 청의 실권자를 만나서 협조를 얻어 보려 했다. 청나라행을 결심한 김옥균은 스스로 막일을 다니며 비용을 마련하는 한편 백방으로 여비를 조달하기 위해 노력하다가 오사카의 한 후원자에게서 경비를 지원해 주겠다는 연락을 받게 되었다. 동료들은 그의 신변을 걱정해서 비밀리에 행동하고 여러명의 수행원과 함께 가도록 권했으나, 그는 일본인 와다 엔지로와 심부름꾼 한사람만 데리고 떠났다. 그러나 김옥균의 이동 정보는 곧 조선조정의 간자에 의해 조선조정으로 전달된다.

#### 망명 만류와 암살자의 잠입

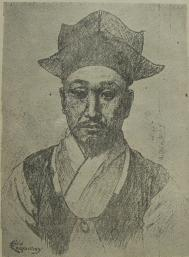
홍종우 초상화

1894년 2월 리훙장과 담판을 지으려고 청나라 상하이로 건너갔다. 3월초 그가 오사카역에 도착하자 조선에서 온 자객인 이일직과 홍종우가 마중을 나왔다. 이일직은 청나라와 일본을 왕래하면서 약재상을 하는 사람이고, 홍종우는 프랑스 유학생이며 자신의 친척이라고 거짓으로 소개했다. 그들은 평소부터 김옥균의 행적을 잘 알고 있고 그들은 옥균을 존경해 왔기 때문에 그들이 청국행 경비를 제공하겠노라고 말했다.
김옥균은 한눈에 그들이 자신을 죽이려고 하는 자객임을 알아보았지만 이들을 역이용하려는 생각으로 도움을 받아들이기로 한다. 김옥균이 눈치챈 것을 알자 이일직은 홍종우가 동행하며 김옥균을 도와줄 것이라고 말해 그의 의심을 줄이려고 했다. 그러나 사실은 김옥균이 상하이로 떠난 것을 확인한 후에 박영효까지 암살하려는 계획이 세워져 있었다. 이일직은 박영효를 암살하러 갔다가 그가 민첩하게 일본인의 집에 숨어버리는 바람에 그를 찾다가 일본경찰에 체포되었다. 일본경찰의 수사 결과 이들을 지휘한 민영소의 사주가 밝혀지기도 했다.
그 해 2월 김옥균이 후쿠자와 유키치가 묵고 있던 도쿄 인근의 휴양지 하코네로 찾아갔을 때 후쿠자와는 중국행을 상의하는 김옥균에게 위험하다며 만류했다. 그의 대답은 '호랑이 굴' 운운이었다. 옥균은 도야마와 바둑을 두며 시간을 보내고 오사카 역까지 동행한 도야마가 중국행을 걱정하여 그에게 상하이행의 이유를 묻자 김옥균은 도야마에게 “호랑이 굴에 들어가지 않고는 호랑이를 잡을 수 없다”고 호언했다. 도야마는 만류를 단념한 듯, 옥균에게 ‘이홍장에게 선물로 갖다주라’며 뭔가를 내밀었다. 최고의 일본도로 치는 교토의 산조（三條）칼 한 자루였다. 이 일본도는 상하이에서 옥균이 살해당하자 임자를 잃고 말았다. 그래서 보디가드 와다가 소중하게 챙겨 도야마에게 정중히 돌려줬다.
김옥균은 그동안 위험하다며 중국행을 만류하는 일본인 지인들에게 입버릇처럼 '호랑이 굴' 비유로 답하고 있었다. 3월 10일 오사카에 도착한 김옥균은 여인숙에 숙소를 잡아놓고 중국 입국 절차를 밟으면서 도쿄에서 즐겨 치던 당구도 치고 골동품점에 들려 중국에 가지고 갈 선물도 샀다. 3월 10일 오사카 역에서 헤어진 도야마 미쓰루와는 14일과 16일 두 차례 다시 만난다.

#### 암살 과정
홍종우가 김옥균에게 접근한 방법은 간단했다. 프랑스 요리 솜씨도 어찌나 기가 막혔던지 김옥균의 일본 친구들 입맛까지 당길 정도였다. 개화파 성향에 프랑스 유학까지 갔다 온 홍종우는 김옥균에게 매력적인 인물이었다. 이듬해 상하이에 있는 호텔 뚱허양행(東和洋行)에서 리볼버 권총으로 김옥균을 저격, 암살하였다.
김옥균은 홍종우를 완전히 자기 사람으로 생각했다. 홍종우는 그만큼 암살 의도를 철저히 숨기고 위장 접근에 완벽하게 성공했다. 홍종우는 이렇게 해서 김옥균을 상하이로 꼬여냈고 거사를 '깨끗이' 처리했다. 그리고 자신이 왜 김옥균을 제거했는지 청국 측 경찰서에서 변론하였다.
| “ | 나는 조선의 관원이고, 김옥균은 나라의 역적이다. 김옥균의 생존은 동양 삼국의 평화를 깨뜨릴 우려가 있다. | ” |

홍종우는 김옥균을 암살한 첫 번째 이유로 공무라고 밝혔다. 김옥균 암살은 첫째로, 공무다. 어명을 받든 것이다. 두 번째 이유로는 김옥균이 동양 평화에 위협적인 인물이라는 것이었다.

### 최후

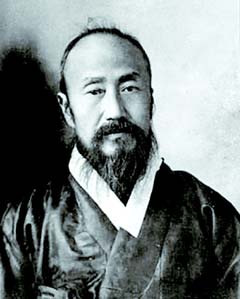
윤치호

1894년 3월 중순 경 상하이에 도착한 김옥균 일행은 외국인 거주지 안에 있는 한 여관에 투숙하였다. 투숙한 다음 날 오후, 김옥균 일행은 거리를 구경하기로 하고 오전에는 각자 용무를 보았다.
1894년 3월 27일 오후, 윤치호가 상하이에 체류하면서 지냈을 때 윤치호는 김옥균과 홍종우 일행을 받아들였다. 김옥균은 윤치호에게 "리훙장의 양아들 리징방의 초청으로 오게되었다. 경비는 홍종우라는 자가 대고 있다."고 말하자, 윤치호는 의아스러운 눈빛으로 "홍종우는 (조선에서 보낸) 스파이 같으니 조심하라"고 경고했다고 한다. 그러자, 김옥균은 "그가 스파이일 리가 없다."고 답했다 한다. 김옥균이 일본 망명 시절, 단발을 하고 이와타 슈사쿠로 개명한 데 반해 홍종우는 파리 체류 시절 늘 한복을 입고 다녔다. 김옥균은 일본을 조선의 나아갈 모델로 보고 일본의 도움을 받아서 근대화를 추진하려고 했었으나, 홍종우는 서구 문명을 익히면서도 그 속에 숨겨진 제국주의의 야심을 경계했다.
3월 27일 김옥균은 인편으로 윤치호에게 오후 1시 반에 자신이 숙박하고 있는 동화양행(청국 상하이 호텔)으로 와서 함께 갈 곳이 있다는 내용의 편지를 급히 보낸다. 그러나 윤치호는 학교 일이 바쁘다는 이유로 김옥균의 제안을 사양한다. 3월 28일 밖으로 나갔다가 돌아온 김옥균은 피곤하다고 침대에 누우면서, 와다에게 일본에서 타고 온 배의 사무장인 마쓰모토에게 전할 말이 있으니 그를 불러달라고 했다. 와다가 나가자 김옥균의 주위에 아무도 없음을 눈치챈 자객 홍종우가 때를 놓치지 않고 김옥균을 향해 리볼버 권총을 발사하였다.그는 곧 일본인 수행원들에 의해 병원으로 옮겨졌지만 오후 4시 경 사망한다 (홍종우를 보낸 곳은 수구당 또는 민씨파라는 의견도 있다). 당시 그의 나이 향년 44세였다.
미행의 그림자를 예상한 윤치호는 김옥균의 암살 소식을 접하고 수시로 거처를 이동하였다.

### 부관참시와 복권

#### 공개 부관참시

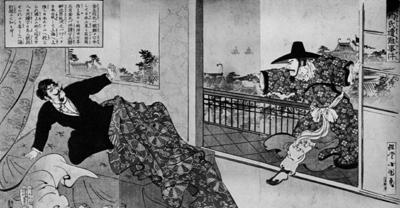
김옥균 암살 당시 일본의 어느 신문사에 실린 기사와 삽화

사건이 발생하자 청나라 상하이 경찰은 홍종우를 체포하고 김옥균의 사체는 일본인 와다 엔지로의 요청에 따라 일본으로 인계하기로 했다. 일본 영사관에 인계된 시신은 일본인 지인과 그의 추종자가 손톱과 발톱을 잘라내 봉지에 담아 유품으로 도쿄로 보냈다. 그런데 일본 정부는 조선 개화파의 존재를 껄끄럽게 여겨 갑자기 태도를 바꾸어 홍종우와 김옥균의 사체를 청나라에게 넘겼고, 청나라 정부는 홍종우의 범행을 조선인 상호간의 문제라고 하여 다시 조선에 인계하였다.
1894년(고종 32년) 4월 27일 유해가 선박으로 옮겨졌고, 4월 28일 조선에 도착한 그의 시신은 서울 양화진에서 공개적으로 능지처참을 당하고, 머리는 효시된 후 사라졌다. 효시(梟示)된 그의 목에는 '모반(謀反) 대역부도(大逆不道) 죄인 옥균(玉均) 당일 양화진두(楊花津頭) 능지처참'이라고 쓰여진 커다란 천이 나부끼고 있었다.
1894년 4월 28일자 일본 시사신보에는 양화진에서 옥균의 시신을 참시하는 광경을 다음과 같이 보도했다.
| “ | 김의 시신을 관에서 끄집어내 땅위에 놓고 절단하기 쉽게 목과 손, 발밑에 나무판자를 깔았다. 목을 자르고 난 다음에 오른쪽 손목 그다음 왼쪽 팔을 잘랐다. 이어 양 발목을 자르고 몸통의 등 쪽에서 칼을 넣어 깊이 한 치 길이 여섯 치 씩 열 세 곳을 잘라 형벌을 마쳤다. 시신을 조각조각 떼어서 팔도에 보내어 저자거리에 내다 걸게 하고, 목은 대역부도옥균(大逆不道玉均)이라고 커다랗게 쓴 현수막과 함께 양화진 형장에 효수해 놓았다. 이 끔찍한 형벌은 임금(고종)의 이름을 빌려서 민비와 민영익의 십년을 벼르다 벌인 철저한 복수극이었으리라. 아! 그렇게 조각조각 잘려진 시신은 그 후 어떻게 처리되었을까? 어느 기간동안 저자거리에서 구경거리로 내 보인 다음엔 누군가 조각시신을 다 모아서 장례를 치러도 되는 것인가? 아니면 어떻게 시신을 처리할까? | ” |
|   | — 시사신보 1894년 4월 28일자 |   |

그의 가족 역시 연좌제로 처벌이 건의되었고, 생부 김병태는 처형당하고 모친 등은 음독 자결하였다. 또한 이 사건으로 그의 가까운 친척들은 항렬자를 균에서 규로 바꾸기도 한다.
홍종우가 돌아오자 고종이 버선발로 뛰어나와 맞았다고 한다. 김옥균의 죽음은 곧바로 동북아 정세의 외교적으로 확대되었고, 김옥균이 일본에 망명해 있을 때, 이용가치가 없다고 판단했던 일제는 곧바로 이중적인 태도를 보이면서 언론매체 등을 통해 김옥균의 죽음을 애도하고 추모하는 등 분위기를 이끌어내고, 청일전쟁을 향한 일본제국의 국민감정으로 발전시키는 데 이용했다.
갑신정변의 실패를 본 청년지사 박중양은 분노하였다. 특히 박중양은 김옥균을 유인해서 암살한 조선 조정을 잔인하다며 지탄하였다. '김옥균은 일본 동경에서 망명생활을 하다가 홍종우의 유인(실제로는 원세개(위안스카이)의 동양 평화 주장 의견으로 유인)으로 상해에 나가게 되어 홍종우에게 암살당했다. 인면수심의 홍종우를 논할 필요도 없지만은 김옥균의 시체가 경성으로 도착했을 때 종로시상에서 목이 잘리고 사지를 분열하였다. 이런 행사가 야만인들에게도 없을 것이다.'라며 분개하였다. 개화파 인사들을 선각자로 보고 존경했지만 그들 가족들의 비참한 최후와 능지처참, 연좌제 등의 악형을 목격하면서 박중양은 조선이란 나라가 존재할 가치가 있는 나라인가에 일찍부터 의문을 품게 되었다.

#### 일본의 규탄
김옥균의 부관참시는 외국인 기자들과 프랑스인, 일본인, 미국인 등에 의해 외국으로 보도되었다. 그런데 이같은 조선 정부의 조처에 일본 지식인층의 여론이 들끓기 시작하였다. 후쿠자와 유키치 등 조선에 호의적이었던 일본 자유주의자들의 분노는 증폭되었다. 조선인들은 반문명적인 야만인들이며 이와 같은 조선인들의 비인도적인 테러 행위, 생명 경시 현상을 방치해야 되는가 하는 주장이 일본의 개화 지식인들 사이에서 나타나기 시작했다. 후쿠자와 유키치, 이노우에 가오루 등은 바로 조선인들의 야만성과 폭력성을 규탄하였다.
김옥균이 처음 일본으로 망명했을 때부터 일본 정부는 김옥균을 냉대했었다. 그를 국외로 추방하려 했던 일본인들이 이번에는 김옥균에게 가형한 조선 정부를 비방하고 나섰다.
일본의 지식인들은 김옥균 추도회 또는 김옥균 기념회, 김옥균 연구회 등을 조직하여 연일 추모 모임을 갖는 것이었다. 일본측의 기록에 의하면 1894년 4월 21일에는 간다니시키 정(神田錦町)의 금휘관(錦輝館)에서 '김옥균 사건 연설회'가 열렸고, 여기서 조선 정부의 야만성을 대대적으로 성토하였다. 4월 23일에는 일본 정계 유력자 1백여 명이 모여서 '대외경파간친회'라는 모임이 이사쿠사 혼간지에서 열렸는데 대단한 성황이었다고 되어 있다.
아오야마의 외인 묘지에 서 있는 김옥균 묘와 비석에는 박영효가 비문을 짓고 이준용이 글씨를 쓴 것으로 되어 있지만, 실상 그 비문은 유길준이 쓴 것이다. 훗날 역사가 겸 작가 신봉승은 이를 두고 '참으로 공교롭게도 이때 유길준은 조선에서의 또 다른 쿠데타에 연루되어 일본 정부로부터 오가사와라섬 모도에 유배되어 있었다. 김옥균이 유폐되었던 바로 그 절해고도에서 김옥균의 비문을 써야 하는 유길준의 심정은 착잡함을 넘어서 아픔이었을 것이다.'라고 평하였다.

#### 복권
김옥균의 부인 유씨는 딸 1명과 함께 관비가 되어 끌려갔다. 한편, 김옥균에게는 정실 부인의 딸 외에도 1894년 3월 사다라는 딸을 가진 것으로 알려진다. 1895년 11월 갑오개혁으로 개화당 내각이 들어서자 법무대신 서광범과 총리대신 김홍집의 상소로 사면·복권되었고, 아관파천 후 복권이 취소되었다가 순종 때인 1910년 다시 복권되어 규장각 대제학에 추증되었다. 시호는 충달이다.

## 사후
그가 일본에 남긴 머리카락과 의복을 김옥균의 호위역이었던 와다 엔지로에게 비밀리로 넘겨 받으며 미야자키 도텐에 의해 아사쿠사 혼간지로 안치한 뒤 제사를 지냈다. 그의 연인인 오타마는 후일 어느 일본인 기업인과 결혼하였고, 그의 다른 연인인 마츠노 나카는 딸 사다를 데리고 행상과 노동을 하면서 겨우 생계를 이어갔다. 1910년(융희 4년) 한일 병합 이후 조선에서는 그가 생존하여 개혁정책을 펼쳤더라면 한일 병합은 일어나지 않았을 것이라는 여론이 나타나면서 재평가되기 시작하였다. 유길준, 박영효, 윤치호 등은 그가 암살당하지 않고 오래 살았다면 한일 병합을 막았을 것이라고 내다봤다. 암장한 묘소는 한일 합방 이후 충청남도 아산군 영인면 아산리 143번지(현, 아산시 영인면 아산리 143번지)로 이전되었다.
일본에서는 조선을 개화하려다가 억울하게 희생된 선각자로 추모되었다. 1920년 초부터 김옥균을 추모하는 여러 추도 모임이 개최되었고, 1935년에는 김옥균을 기리는 단체를 조직하자는 일본 지식인들의 자발적인 운동으로 그와 친한 친구들과 지인들을 중심으로 고균회를 결성하고 기관지로 '고균'을 발행했다. 고균회의 초대 이사장은 이노우에 가쿠고로였다. 그가 일본인 여인에게서 얻은 딸 사다는 이 고균회의 회합과 고균회가 주관하는 각종 모임에 참석, 종종 비와를 읊고 연주하였다. 사다는 도요바시 출신 언론인이자 인쇄업자인 스즈키 이치고로(鈴木市五郎)와 결혼했는데, 일부 김옥균 추종자들과 관람객들이 그녀에게 사례금과 대한 봉투를 준 것이 스즈키 집안에 전해지고 있다.
1926년 10월 10일에는 경성박문서관에서 민태원에 의해 《오호 고균거사 - 김옥균실기》 (경성 박문서관, 1926)가 출간되었다. 그러나 곧 판매금지조치 되었다. 그의 일대기를 다룬 이 서적은 해방 이후에 공식 판매되었고, 1947년에는 민태원에 의해 《갑신정변과 김옥균》 (국제문화협회, 1947)이 출간되기도 했다. 광복 이후에야 그가 역적이라는 시각이 사라지고 혁명가라는 평가가 나타나기 시작하였다.
1920년대 말 야담운동가 김진구는 “김옥균 전집 간행회”를 조직하고, 잡지에 김옥균 관련 글을 발표하였다. 갑신정변을 한국근대사의 ‘劃時期的一大革命’(획시기적일대혁명)으로 묘사하고, ‘민중본위’라 하면서 민의 열렬한 희망, ‘排淸獨立’(배청독립), ‘開化進取’(개화진취)를 갑신정변의 성격으로 규정하였다.
《학생》지에 김옥균의 최후를 장렬하게 극화한 희곡 ‘대무대의 붕괴’를 연재한 후 조선시대극연구회를 만들어 순회 공연하였다. 시대극을 민인 계몽의 수단으로, 위인을 대중역사 교육의 소재로 삼아 김옥균 등 갑신정변에 참여한 인물들을 영웅화해, 김옥균에 대한 부정적 인식 대신 혁명가로 부각시켰다. 1989년 2월 22일 공주군청의 주도로 충청남도 공주군 정안면 광정리(현 공주시 정안면) 소재 생가 터를 정비하고, 복원된 생가 앞에 추모비를 건립하였다.

## 사상과 신념
박규수, 오경석 등으로부터 신문물을 접하고 서방에 문명국이 있다는 것을 알게 되면서 그는 부국강병을 위해서는 개화(開化)를 해야 나라의 부흥과 발전을 꾀할 수 있다고 주장했다. 그는 성리학자들의 폐쇄적인 위정척사론(衛正斥邪論)을 반대, 비판하였지만 족벌체제로 변질되는 민씨 정권을 지지하지도 않았고, 외세의 강요에 의하여 무분별하게 개방하는 것도 비판하였다. 그러나 나라를 여는 것은 세계적인 흐름이기 때문에 조선이 스스로의 힘을 기르고 외세의 침략을 막기 위해서는 조선 스스로 개항을 하여 외국의 선진문물과 장점을 반드시 배워야 한다고 주장하였다.
김옥균은 처음에 평화적 수단에 의한 개혁운동(改革運動)을 추진했으나, 민씨 일족의 부패와 청나라와 결탁한 민씨 일파의 벽, 청나라의 영향력 등에 부딪히자 위로부터의 점진적인 개량주의에는 한계가 있음을 인식하고 쿠데타를 기도, 준비하게 된다.

## 평가와 비판

### 긍정적 평가

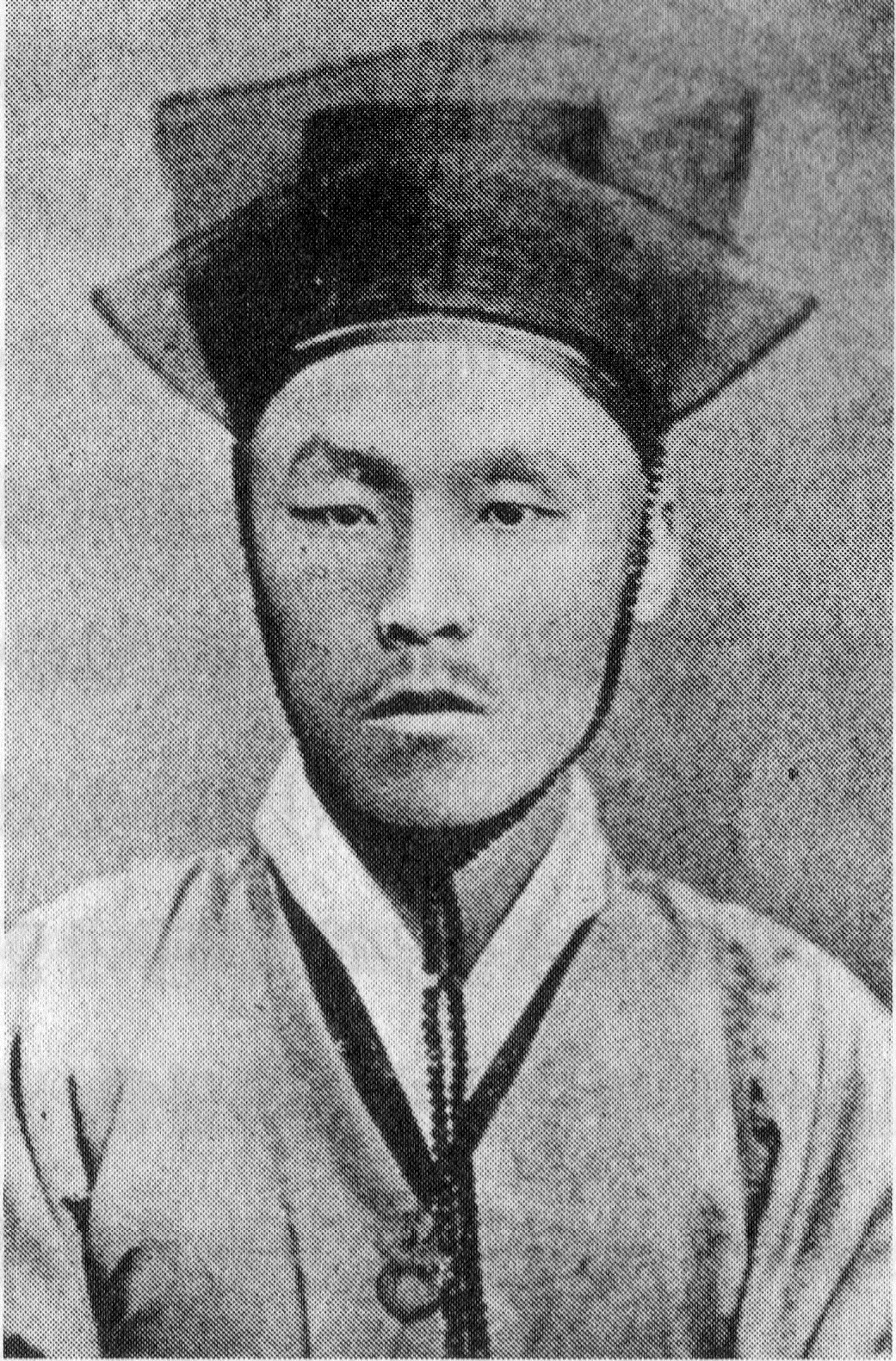
김옥균

개화사상에 철저히 심취하여 스승 유홍기가 중인 신분임에도 그에게 존댓말을 썼다고 전해진다. 이후 갑신정변의 실패로 조명되지 못하거나 부정적으로 평가되어 왔으나 2007년 이후 뉴라이트 등 일부 단체에서 '한국 근대화를 빛낸 선각자'로 높이 평가하는 시각이 나타나고 있다. 뉴라이트의 견해에 따르면 김옥균, 박영효 등의 급진개화파가 기존에 청나라에 바치던 조공제도와 문벌제도를 폐지하는 등 개혁을 시도했다는 점을 평가, 한국 근대화를 빛낸 선각자로 보기도 한다.
그는 민씨 일파의 외교 정책에 대한 폐쇄적인 위정척사 주장도 반대하면서도 외세의 강요에 의하여 어쩔 수 없이 무분별하게 개방하는 것도 배척했다고 한다. 실제로 처음에 그는 평화적 수단에 의한 개혁 운동을 추진했으나 청나라와 결탁한 민씨 세도정권의 벽에 부딪히자 부득이 쿠테타적인 방법을 동원하여 변혁을 시도했으나, 민심의 지지를 받지못한 채 위로부터의 개혁을 시도했다는점에서 한계를 드러냈다. 그의 생가 터에는 추모비가 설치되었으며, 1976년 충청남도 기념물 13호로 지정되어 공주시가 관리하고 있다. 일본 도쿄 아오야마 공원묘지 외국인 묘역에 머리털과 옷을 묻은 무덤이 있다.

### 부정적 평가
그는 청나라에 대한 사대주의나 명나라 혹은 중국에 대한 사대주의와 외세의 개입을 비판하면서도 갑신정변 당시에는 일본에 의지하게 되었는데 외세에 의존했다는 점이 비판의 대상이 되고 있다. 또한 사전 준비가 치밀하지 않았던 점과 정변의 주체 세력이 너무나 허약했던 것도 비판의 대상이 되고 있다. 또한 그때까지 조선에서 수구파(守舊派)의 후견세력인 청나라 등의 영향력이 조선사회 내에 막강했다는 점을 인식하지 못한 것 역시 비판의 대상이 되고 있다.

## 가족 관계
- 조부 김교근(金喬根) - 광주목사 증 이조참판 동지돈녕부사
- 부 김병기(金炳基) - 형조참의 좌찬성
- 모 풍양 조씨 - 조영하, 조성하의 당고모, 신정왕후의 사촌
- 모 전주 이씨
- 생부 김병태(金炳台)
- 생모 은진 송씨
  - 누이 김균이(? ~ 1944년)
  - 매제 송병의
  - 동생 김각균(金珏均)
- 부인 기계 유씨 - 유영환의 손녀
  - 딸 1명
  - 아들 김영진(金英鎭, 1876년 5월 26일 ~ 1947년 1월 16일) - 조선총독부 중추원 참의, 평안도 관찰사
    - 손자 김성한(金聲漢, 1918년 ~ ?)
- 첩 송씨
- 부인 스기타니 오타마(小玉)
- 부인 마쓰노 나카(松野なか)
  - 딸 : 사다
  - 사위 : 스즈키 이치고로(鈴木市五郎)
    - 외손녀 : 히데코(1910년 - 1937년 6월 6일)
- 내연녀 
  - 아들
- 첩
  - 서자 김학진(金學鎭)

## 그외 것들
- 홍종우의 김옥균의 암살 사건은 청일전쟁의 원인을 제공하게 된다. 김옥균 암살 계획을 미리 감지한 쪽은 일본 정부였다. 그러나 암살을 애써 저지하지 않았다. 한때 김옥균을 근대화의 선구자 운운하며 전폭적으로 지원한 일본이었지만, 김옥균이 청국의 간섭에 막히며 정변에 실패하고 조선 자객에게 쫓기는 몸으로 전락하자 찬밥 대하듯 했다. 그런데 김옥균이 상하이에서 홍종우한테 암살당하자 일본 정부와 언론은 일제히 호들갑을 떨기 시작했다. 마치 암살당하기만을 바라고 있었던 것처럼 그를 애도하고, 의연금을 모으고, 시체 수습 문제를 협의하는 등 재빠르게 움직였다.[26]

- 한편 조선은 김옥균 암살이 국가의 경사라고 큰 의미를 부여했다.[26] 홍종우가 돌아오자 고종이 버선발로 뛰어나와 맞았다는 일화가 있을 정도였다. 홍종우는 단번에 실력파 황실 관료로 부상한다. 그로서는 프랑스에서 외롭게 공부하며 조선을 근대국가로 발돋움시키겠다는 결연한 의지를 실행에 옮길 좋은 기회였을 것이다.[26] 상하이에서 암살 사건이 일어난 것은 청에 불행이었다. 일본은 김옥균이 일본인이나 다름없고, 일본 여관에서 사건이 일어난 만큼 사건 관할은 일본에 있다고 주장했다. 암살을 방치한 청국 정부를 맹비난했다. 그러나 청은 홍종우의 신원을 확인한 다음 조선 정부의 요구대로 홍종우와 김옥균 시신을 조선에 넘겼다.[26]

- 조선과 청은 일본의 속내를 꿰뚫지 못했다. 만국공법과 같은 허울 좋은 세계 공존론을 맹신한 나머지 제국주의가 침투하리라는 예상은 미처 하지 못했다. 조선 침략, 나아가 대륙 침략의 기회를 호시탐탐 노리던 일본에게 김옥균 암살 사건은 대단한 호재였다. 김옥균 암살 사건은 장기적으로는 조선 합병, 당장에는 청과 전쟁을 벌일 수 있는 기막힌 명분이 되었다. 결정적으로 그해 동학 농민 운동이 일어나 청과 일본은 조선 정부의 요청에 의해 정면으로 부딪힌다. 이것이 바로 청일전쟁이다.[26]

- 한국사상가 평전에 그의 피부가 백옥같이 희며 신장이 약 170cm이 었다고 적혀져 있다.[37]

- 6.25전쟁을 일으킨 김일성 북한 초대 주석은 김옥균 급진개화파를 높게 평가하고 존경했다. 그리고 북한 김일성의 아들 김정일도 김옥균의 귀족적인 성품을 따라하려고 했다는 기록이 있다.

김일성의 평가

1. 우리에게 조선력사를 배워주던 선생들은 대체로 김옥균을 친일파로 규정하였다. 해방후 우리 나라 학계에서도 오래동안 김옥균에게 친일파라는 딱지를 붙이였다. 그가 정변준비과정에 일본사람들의 도움을 받은것이 친일의 표적으로 되였다. 우리는 이것을 공정한 평가라고 보지 않았다. 그래서 나는 력사학자들에게 김옥균의 개혁운동에서 인민대중과의 결합에 주의를 돌리지 않은것은 물론 잘못이다, 그렇지만 일본의 힘에 의거하였다고 그것을 친일로 평가하면 허무주의에 떨어진다. 그가 일본의 힘을 리용한것은 친일적인 개혁을 단행하자는데 목적이 있은것이 아니고 당시의 력량관계를 면밀히 타산한데 기초하여 그것을 개화당의 편에 유리하게 전환시키자는데 있은것이다, 당시로서는 불가피한 전술이였다고 말해주었다. - 김일성 《세기와 더불어》 中

- 김옥균선생유허는 국가보물로 충청남도 아산시 영인면 고균길 41에 있다.[38]

## 저술 작품
- 《기화근사(箕和近事)》
- 《치도약론(治道略論)》
- 《갑신일록(甲申日錄: 手記)》

## 같이 보기
| - 갑신정변 - 임오군란 - 박정양 - 박영효 - 홍영식 - 이승만 - 서광범 - 오경석 - 박규수 - 김구 - 윤치호 - 서재필 - 박지원 - 오경석 - 이동인 - 이동녕 | - 갑오경장 - 을미개혁 - 박영교 - 서재창 - 박원양 - 박정양 - 이상재 - 이동휘 - 김병기 - 이준용 - 흥선대원군 - 김규식 - 양기탁 - 오세창 - 이완용 - 홍종우 | - 을미사변 - 북학파 - 유대치 - 유홍기 - 박중양 - 안경수 - 유길준 - 고영근 |

## 참고 자료
- 《글로벌 세계대백과사전》,  〈개화파의 개혁운동〉
- 김형광, 《조선인물전》 (시아출판사, 2007)
- 김기진, 청년 김옥균(한국문학대표작선집 16) (문학사상사, 1993)
- 조재곤, 그래서 나는 김옥균을 쏘았다- 조선의 운명을 바꾼 김옥균 암살사건 (푸른역사, 2005)
- 유영익, 《갑오경장 연구》(일조각, 1990)

## 대중 매체
- 김흥기 - 1981년 (횃불) KBS TV문학관
- 신동훈 - 1982년 (풍운) KBS 드라마
- 오지명 - 1982년 (한미수교 100주년 드라마 서재필) MBC 드라마
- 김동현 - 1990년 (조선왕조 오백년 대원군) MBC 드라마
- 한진희 - 1994년 (맞수) MBC 드라마
- 임병기 - 1994년 (새야 새야 파랑새야) MBC 드라마
- 정보석 - 1995년 (찬란한 여명) KBS 드라마
- 이병욱 - 2001년 (명성황후) KBS 드라마
- 유태웅 - 2010년 (제중원) SBS 드라마
- 김도빈 - 2013년 (잃어버린 얼굴 1895) 뮤지컬
- 윤희석 - 2014년 (조선 총잡이) KBS 드라마
- 김도빈 - 2015년 (잃어버린 얼굴 1895) 뮤지컬
- 김도빈 - 2016년 (잃어버린 얼굴 1895) 뮤지컬
- 이동하 - 2016년 (곤 투모로우) 뮤지컬
- 임병근 - 2016년 (곤 투모로우) 뮤지컬
- 강필석 - 2016년 (곤 투모로우) 뮤지컬
- 강필석 - 2021년 (곤 투모로우) 뮤지컬
- 최재웅 - 2021년 (곤 투모로우) 뮤지컬
- 송원근 - 2021년 (곤 투모로우) 뮤지컬
- 노윤 - 2021년 (곤 투모로우) 뮤지컬
- 강필석 - 2023년 (곤 투모로우) 뮤지컬
- 고훈정 - 2023년 (곤 투모로우) 뮤지컬
- 조형균 - 2023년 (곤 투모로우) 뮤지컬
- 최재웅 - 2023년 (곤 투모로우) 뮤지컬